# Terza Repubblica francese
La Terza Repubblica (in francese: Troisième Republique) fu la forma dello Stato repubblicano nato in Francia dopo la sconfitta di Sedan (1º settembre 1870) durante la guerra franco-prussiana. Questa forma di governo, che sostituì quella del Secondo Impero, durò in Francia per quasi settant'anni, fino all'invasione tedesca del paese del 1940, quando fu a sua volta sostituita dal regime autoritario del cosiddetto Governo di Vichy.
La politica interna della Terza Repubblica fu caratterizzata da governi molto instabili, a causa di maggioranze divise o poco superiori di numero alle opposizioni. Il disorientamento per la grave sconfitta subita e l'instabilità politica favorirono vari scandali finanziari (Panama, Stavisky, ecc) ed episodi di antisemitismo come l'affare Dreyfus.
Il forte nazionalismo di alcuni ambienti militari alimentò inoltre scontri istituzionali che portarono a situazioni vicine al colpo di Stato (come per il caso Boulanger o per le ripercussioni dell'affare Dreyfus). Non mancarono, tuttavia, vaste riforme sociali, alcune di stampo anticlericale, attuate soprattutto dalla Sinistra.
La politica estera fu caratterizzata dall'espansionismo coloniale (Africa e Indocina), dal sentimento di rivalsa nei confronti della Germania (revanscismo) e da un isolamento che perdurò fino a quando Russia e Regno Unito non riscontrarono nella Germania un pericolo maggiore della Francia.
Attaccata dalla Germania nella prima guerra mondiale, la Terza Repubblica vide nella vittoria del 1918 il suo momento di maggiore prestigio, ma anche l'inizio di un processo che la condurrà, nel 1940, alla sua fine.

## Gli inizi (1870-1871)

### La sconfitta del Secondo Impero con la Prussia

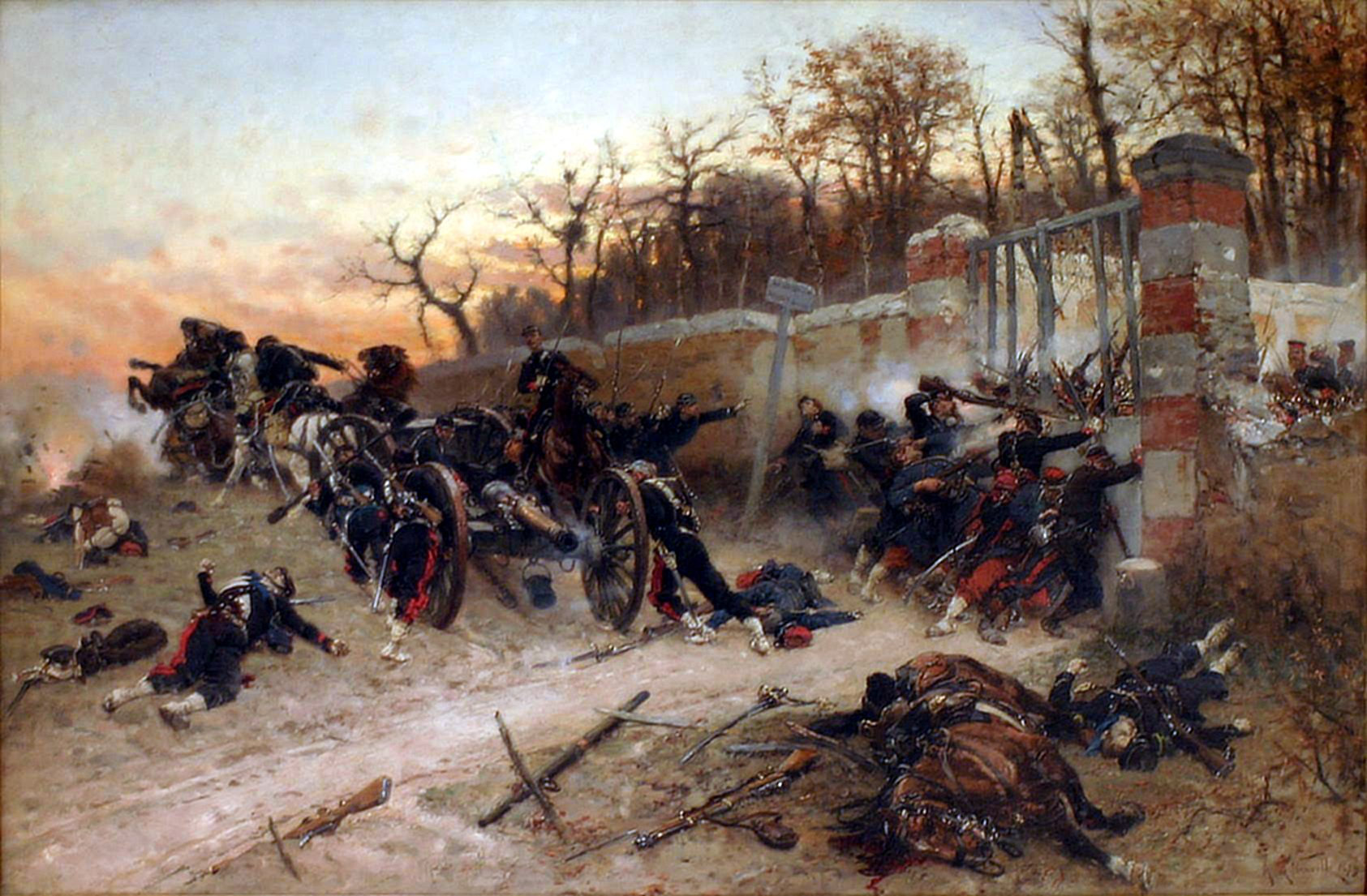
Un episodio dell'Assedio di Parigi della Guerra franco-prussiana. Dalla sconfitta del Secondo Impero nacque la Terza Repubblica.

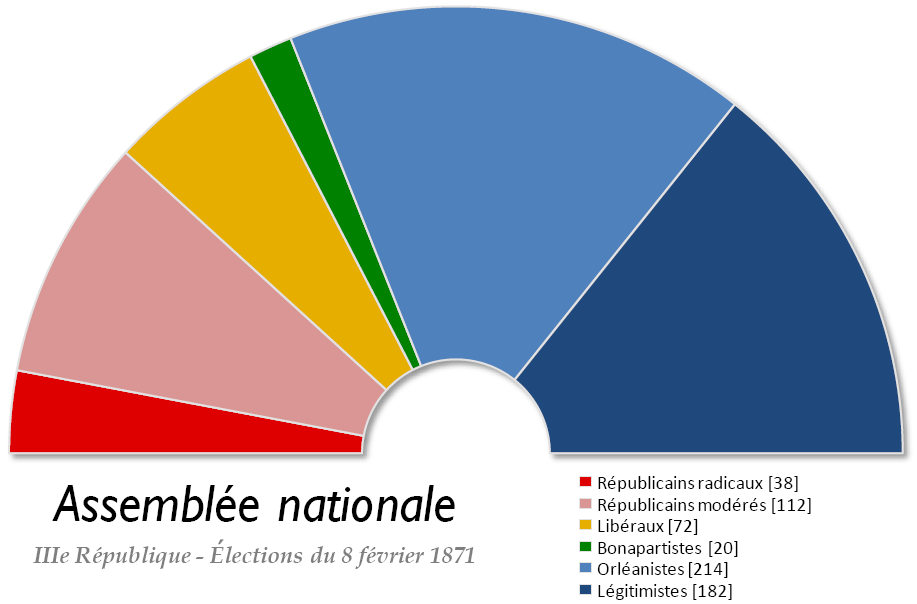
Il primo parlamento della Terza Repubblica (1871) era costituito prevalentemente da monarchici.

Iniziata il 19 luglio 1870, la guerra franco-prussiana si risolse in pochi mesi con la sconfitta del Secondo Impero francese.
La notizia della disfatta di Sedan e della cattura di Napoleone III si diffuse a Parigi il 3 settembre 1870. Il giorno dopo l'orleanista Adolphe Thiers fallì un tentativo di prendere il potere appoggiato dal Parlamento e, in seguito a diverse trattative fra le forze politiche, lo stesso 4 settembre si costituì a Parigi un governo di difesa nazionale che avrebbe dovuto gestire le fasi finali della guerra e il vuoto di potere lasciato dalla cattura dell'imperatore. Di questo governo, guidato dal generale Louis-Jules Trochu, facevano parte Léon Gambetta (Interni), Jules Favre (Esteri), Adolphe Crémieux (Giustizia) e Ernest Picard (Finanze).
L'esercito prussiano terminò l'accerchiamento di Parigi il 19 settembre, quando alcuni elementi del governo erano già riparati a Tours, seguiti poi da Gambetta, che abbandonò la capitale in mongolfiera il 7 ottobre. Di fronte all'impossibilità di rompere l'accerchiamento prussiano, dopo un referendum che ne consolidò l'autorità a Parigi, il governo di Difesa nazionale si rassegnò a firmare il 28 gennaio 1871 un armistizio con il nemico. Non contento e deciso a trattare con un governo legittimo, il primo ministro prussiano Otto von Bismarck impose ai francesi l'elezione di un'Assemblea nazionale. Le votazioni si svolsero l'8 febbraio e il risultato fu a favore della destra conservatrice e monarchica.
Il nuovo parlamento si riunì a Bordeaux il 12 febbraio 1871 e cinque giorni dopo elesse Thiers “capo del potere esecutivo della Repubblica francese”. Il 1º marzo l'Assemblea confermò i preliminari della pace con la Prussia con 546 voti contro 107: la Francia cedeva al neocostituito Impero tedesco l'Alsazia e la Lorena, impegnandosi a pagare un'indennità di 5 miliardi di franchi.

### La Comune
La profonda crisi sociale e politica derivante dalla sconfitta fece ben presto sentire i suoi effetti. Quando il governo, il 18 marzo 1871, tentò di prendere il controllo dei cannoni del terrapieno di Montmartre scoppiò una sommossa e il governo Thiers, formato da repubblicani moderati e orleanisti, si rifugiò a Versailles. Per colmare il vuoto politico venne eletta a Parigi un'assemblea comunale formata da socialisti, la “Comune”, che tenne sedute per 54 giorni e si propose di combattere il governo conservatore di Versailles.
Con l'ingresso dell'esercito di Thiers a Parigi, il 21 maggio 1871, cominciò una lotta sanguinosa di una settimana che si concluse con la disfatta dei socialisti. Ciò portò alle elezioni successive del 2 luglio e ad una vittoria dei moderati rappresentati dai repubblicani uniti.

## La nascita formale della Repubblica (1871-1879)

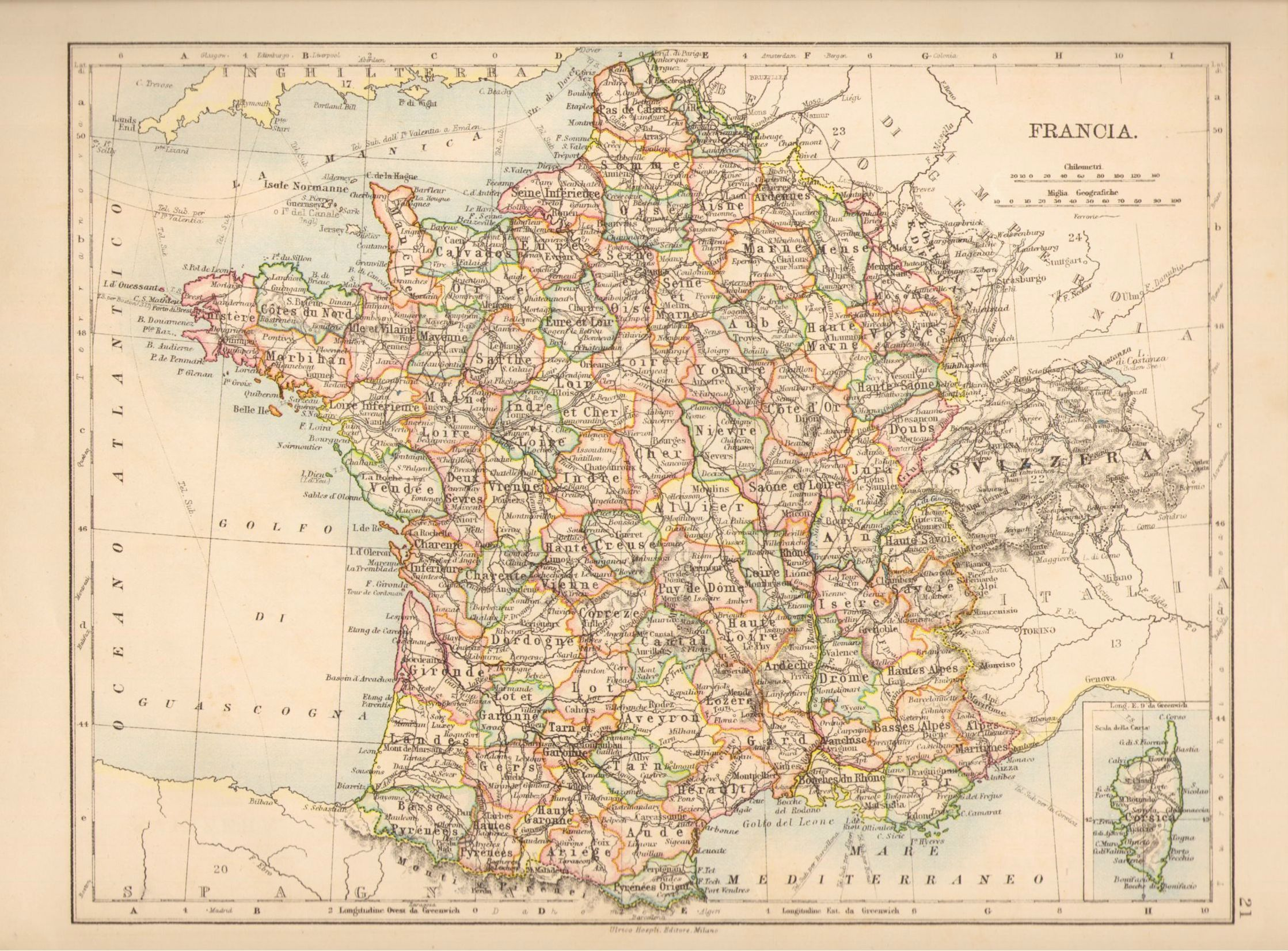
La Francia fra il 1871 e il 1919, priva dell'Alsazia-Lorena.

Ancora sospeso il Paese fra una piena repubblica e aspirazioni di restaurazione monarchica, il 31 agosto 1871, venne approvata la legge che assegnava al Presidente del Consiglio Adolphe Thiers anche il titolo di Presidente della Repubblica. Egli iniziò grazie a una politica rassicurante ad ottenere prestiti e a raggiungere l'accordo di evacuazione prussiana dal territorio francese. Il 13 novembre 1872 si pronunciò chiaramente per una Repubblica che fosse conservatrice, ma subì poi una sconfitta elettorale a Parigi che compromise la sua posizione e il 24 maggio 1873 venne rovesciato in parlamento per 16 voti, consentendo lo stesso giorno al legittimista Patrice de Mac-Mahon di diventare il secondo presidente della Terza Repubblica.
La politica di Mac-Mahon fu incentrata sull'ordine morale e sul ruolo centrale delle classi dirigenti e della Chiesa cattolica. Nel novembre 1873 i suoi poteri furono prolungati di sette anni, mentre i successi elettorali dei repubblicani e dei bonapartisti favorirono, grazie a Gambetta, un accordo fra le forze parlamentari per cui (anche se per un solo voto) il 30 gennaio 1875 si insediò ufficialmente la Repubblica. Da questo momento vennero emanate le leggi costituzionali: sul Senato (24 febbraio), sull'organizzazione dei poteri pubblici (25 febbraio) e sui rapporti tra i poteri pubblici (16 luglio).
L'anno dopo, nel 1876, le elezioni legislative furono vinte dai repubblicani mettendo in crisi la posizione di Mac-Mahon, soprattutto dal giorno in cui, il 4 maggio 1877, Gambetta pronunciò un discorso alla Camera in cui accusò: «Il clericalismo? Ecco il nemico!». Mac-Mahon fece dapprima alcuni tentativi di resistenza (sciogliendo la Camera dei Deputati) poi, dopo un'ulteriore vittoria elettorale del repubblicani (ottobre 1877), finì per accettare l'interpretazione parlamentare della Costituzione del 1875. I repubblicani continuarono a rafforzarsi e nel gennaio 1879 ottennero la maggioranza anche al Senato. Mac-Mahon, privato del suo ultimo punto di forza, si dimise il 30 dello stesso mese e fu sostituito dal repubblicano Jules Grévy che il 4 febbraio nominò William Waddington capo del governo. La Repubblica era definitivamente instaurata.

## Le grandi riforme (1879-1885)
Le istituzioni repubblicane furono confermate dalle elezioni legislative dell'agosto-settembre 1881 che videro una larga vittoria sia dell'Unione repubblicana che della Sinistra repubblicana. Grazie anche a questi successi il Presidente Grévy e quello che sarà il suo più autorevole Presidente del Consiglio, Jules Ferry, diedero vita a una serie di importanti riforme. Dapprima solo simboliche: ritorno delle Camere parlamentari a Parigi (1879), acquisizione della Marsigliese come inno nazionale (1880) e del 14 luglio come festa nazionale, amnistia per i condannati della Comune.

Successivamente, nell'ambito di una politica volta alla difesa dei diritti umani e dell'anticlericalismo, venne autorizzata la libertà di riunioni pubbliche (1881), la libertà di stampa (1881) e la libertà sindacale (1884), fu decisa l'espulsione dei Gesuiti e la dispersione delle congregazioni maschili non autorizzate.

Si avviò inoltre una riforma scolastica che separò l'insegnamento religioso da quello delle altre materie, e si stabilì la gratuità (1881) e l'obbligo dell'insegnamento primario (1882). Fu sancita la laicizzazione degli ospedali e fu ripristinato il divorzio (1884).

## La crisi boulangista (1885-1889)

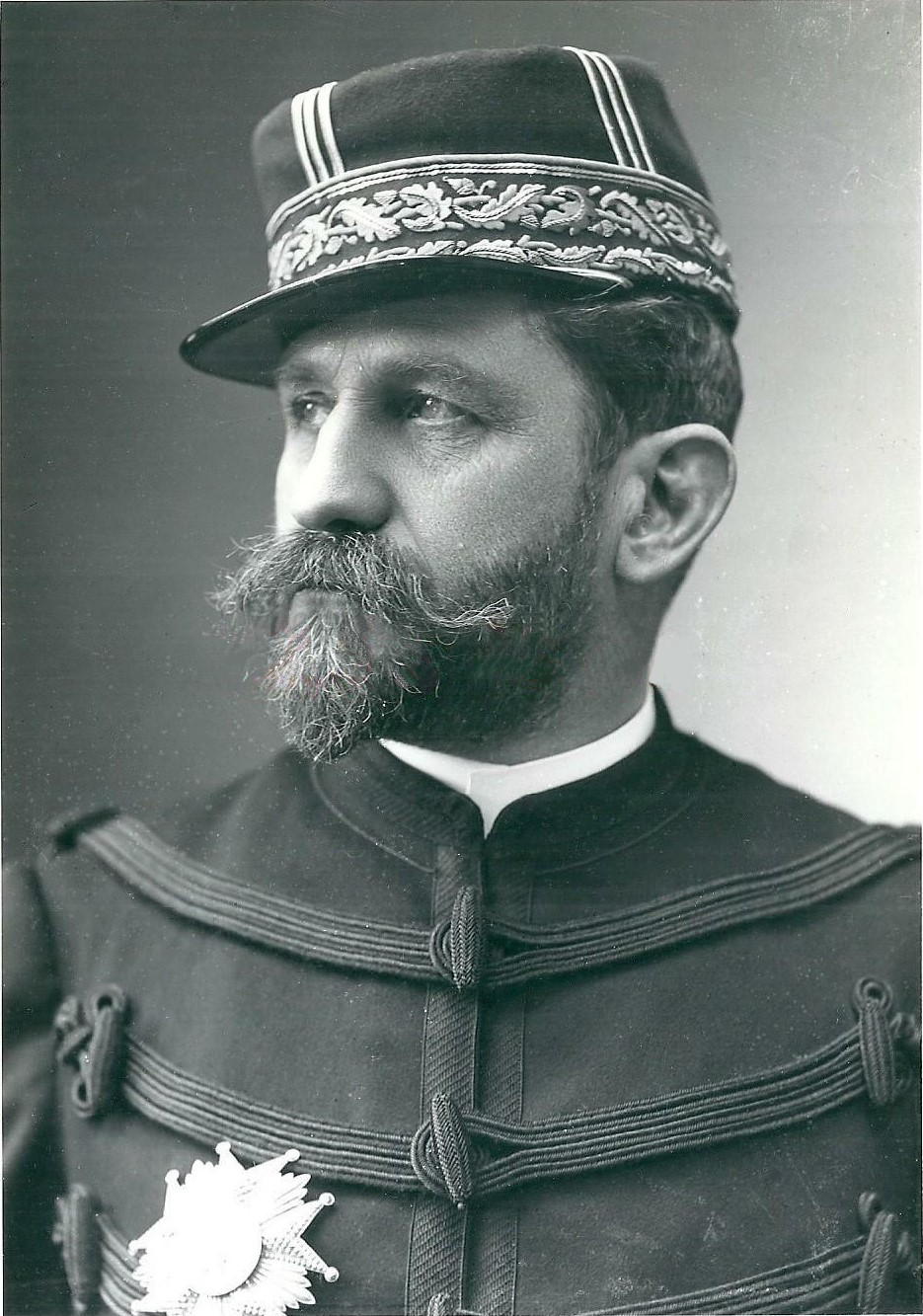
Georges Boulanger

Nel dicembre 1885 il Presidente Grévy fu rieletto e a gennaio, volendo tener conto dell'aumento del numero dei deputati radicali e di estrema sinistra, diede l'incarico di capo del governo al repubblicano moderato Charles de Freycinet e, successivamente, a René Goblet. In entrambe le compagini compariva il generale Georges Boulanger come Ministro della Guerra.
Costui, apprezzato anche dai radicali per aver dichiarato in occasione di uno sciopero di minatori che l'esercito non era al servizio della borghesia, si trovò al centro di una crisi internazionale con la Germania. Nell'aprile 1887, infatti, dopo che il commissario di polizia di Pagny-sur-Moselle (allora al confine con la Germania) fu arrestato da agenti tedeschi in territorio francese, Boulanger propose l'invio di un ultimatum a Berlino. Il governo risolse diplomaticamente la questione ma diede l'impressione che i repubblicani non avrebbero mai potuto gestire la rivincita contro l'Impero tedesco.

Così, per eliminare dalla scena politica il generale, a maggio, il governo Goblet fu fatto cadere e sostituito da un nuovo esecutivo, capeggiato da Maurice Rouvier, che non comprendeva più Boulanger.
Intorno a Boulanger andava montando però una febbre nazionalistica che sembrò ad un certo momento travolgere le istituzioni, proprio dopo che il Presidente Grévy, nel dicembre 1887, era stato costretto a dimettersi per uno scandalo familiare. Né il suo successore, Sadi Carnot, sembrò saper gestire meglio la situazione. Boulanger, intanto, dopo aver perso l'appoggio sia dei monarchici che dei radicali (marzo 1888) fu minacciato di essere processato per attentato alla sicurezza dello Stato e fuggì in Belgio, dove, dopo essere stato processato e condannato in contumacia, si ucciderà nel 1891.

## Lo scandalo del Canale di Panama (1889-1894)
Durante il decennio 1890-1900 i repubblicani ebbero l'abilità di consolidare l'alleanza con i radicali. Questa stabilità permise di condurre una politica economica fondata sul rafforzamento del protezionismo. Nel 1892, tuttavia, i radicali abbandonarono il primo ministro Freycinet, accusato di essere troppo vicino ai cattolici, aprendo la strada a Loubet, che, nominato Presidente del Consiglio, promise di rispondere alle aspettative dei radicali.
Ma uno scandalo doveva ancora una volta rimescolare le carte in campo. Nel 1888 la compagnia francese che si stava occupando, con diverse e gravi difficoltà, dell'apertura del Canale di Panama comprò l'appoggio di alcuni deputati per essere autorizzata a emettere un prestito obbligazionario, ciò che non impedì il suo fallimento nel 1889. Nel novembre 1892 il giornalista Édouard Drumont (1844-1917) e il giornale boulangista La Cocarde aprirono una campagna violentissima contro i deputati corrotti e contro il governo sullo sfondo di un acceso antisemitismo.

Lo scandalo rivelò al pubblico collusioni tra il mondo degli affari e la politica, provocando col tempo un ricambio generazionale della classe politica e l'ascesa di Charles Dupuy, Presidente del Consiglio nell'aprile 1893. L'acquisita stabilità delle istituzioni repubblicane, inoltre, portò a pensare a una moderazione nella politica sociale e a una pacificazione in campo religioso.

## Il Caso Dreyfus (1894-1902)

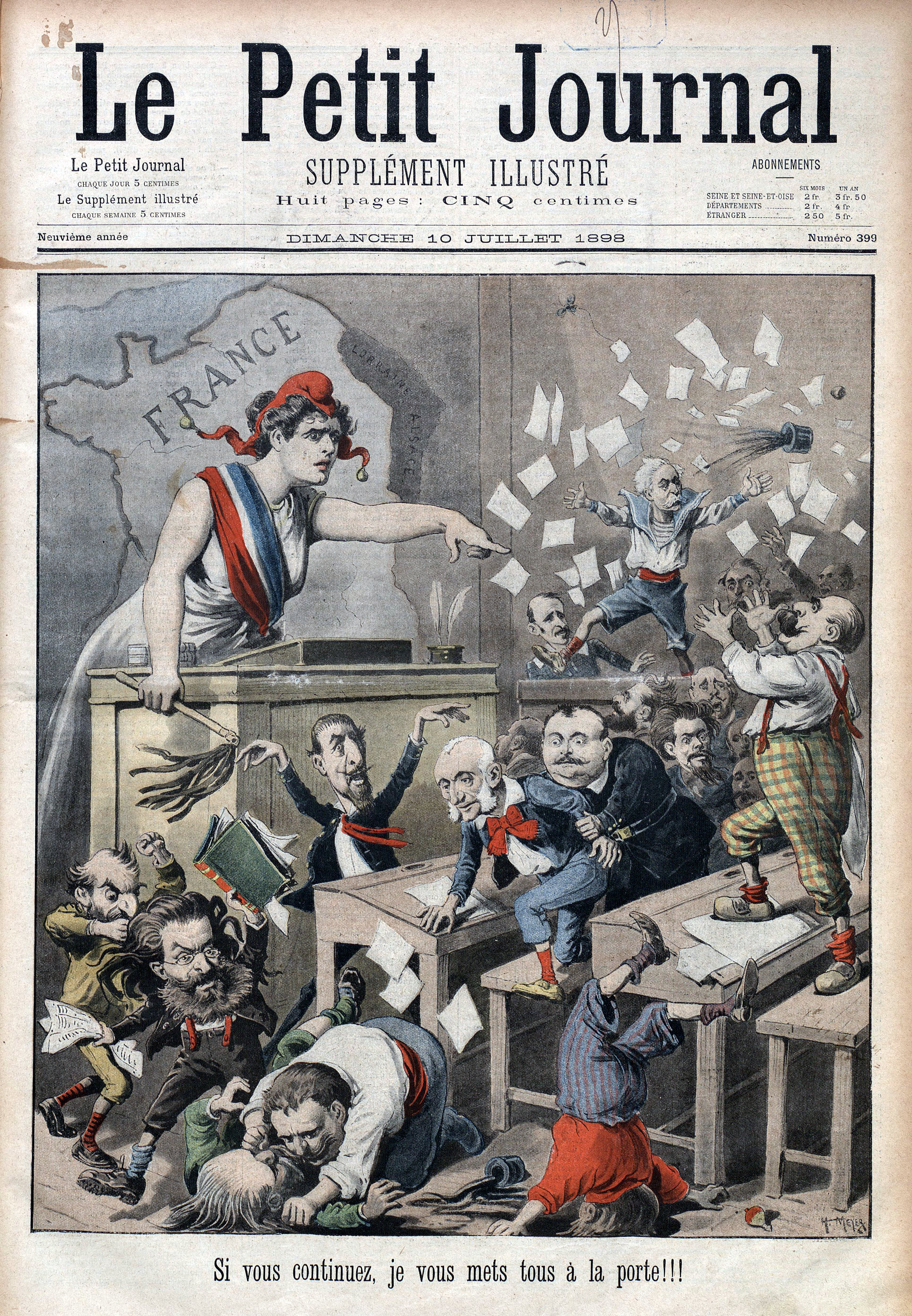
Le Petit Journal del 10 luglio 1898 ironizza sul caos generato dall'affare Dreyfus

L'antisemitismo che aveva contraddistinto la campagna giornalistica contro i deputati corrotti del Canale di Panama esplose, rafforzato da una componente nazionalista e di revanscismo, in occasione del cosiddetto Affare Dreyfus.
Il 15 ottobre 1894 un ufficiale ebreo dell'esercito francese di origine alsaziana (e quindi di una terra per metà tedesca e non più francese), Alfred Dreyfus, fu arrestato con l'accusa di tradimento. Benché l'ufficiale negasse ogni accusa, venne sbrigativamente processato e condannato, il 22 dicembre 1894, all'ergastolo. La stampa antisemita esaltò l'episodio in chiave nazionalistica.

Nel marzo del 1896, però, il colonnello Marie-Georges Picquart (1854-1914) scoprì che il documento sul quale si fondava la sentenza di condanna era un falso. Il colonnello informò i suoi superiori, che lo ignorarono con l'intenzione di difendere la sentenza e, dopo avergli intimato di tacere, lo trasferirono in Tunisia.

Per evitare ulteriori mosse di Picquart, nel novembre 1896 si produssero nuove false prove contro Dreyfus (il “falso Henry”), ma nel giugno dell'anno dopo Picquart riuscì a diffondere la notizia di poter provare la totale innocenza di Dreyfus. La stampa allora cominciò a far intendere che alte cariche dello Stato dubitavano della colpevolezza del condannato.

### Le ripercussioni e il tentativo di colpo di Stato

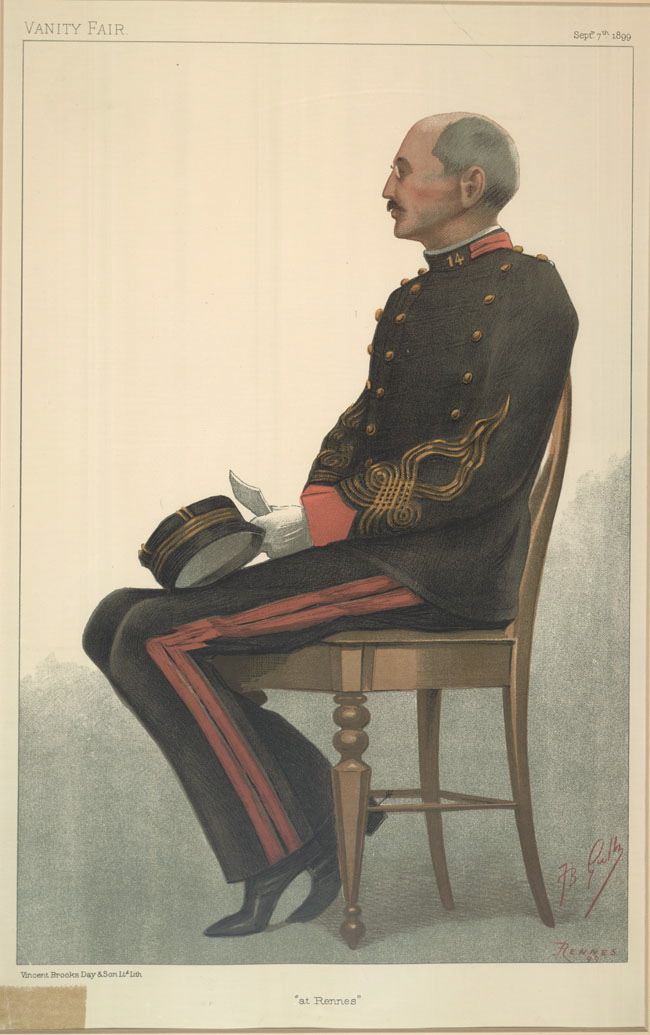
Alfred Dreyfus durante il processo a suo carico ritratto in un'illustrazione dell'epoca

Da quel momento la vicenda tornò ad appassionare i francesi, che si divisero fra coloro che cercavano di difendere la verità, considerandola più importante di qualsiasi altra cosa, e coloro che consideravano la ragion di Stato più importante dell'interesse particolare di un individuo, seppure innocente.

L'11 gennaio 1898, intanto, il tribunale assolveva Ferdinand Walsin Esterhazy, l'autore del primo falso. Lo scrittore Émile Zola pubblicò allora sul giornale L'Aurore del repubblicano radicale Georges Clemenceau il celebre articolo intitolato J'accuse, con il quale, rivolgendosi al Presidente della Repubblica Félix Faure, denunciava le irregolarità e le illegalità del caso Dreyfus.

Per tutta risposta, Zola venne condannato all'esilio, fatto che scatenò la piazza, mentre i giornali L'Aurore e La Petite République di Jean Jaurès si schieravano a difesa di Dreyfus. Contro quest'ultimo, in una campagna di stampa antisemita si segnalò invece Henri Rochefort, che scriveva su L'Intransigeant e, della stessa parte, era anche La Croix, che divulgò la falsa notizia di un complotto ebraico mirante a logorare la Francia con tutti i mezzi, compresi quelli legislativi.
Nonostante ciò, la posizione degli “antidreyfussiani” andò aggravandosi: il 30 agosto 1898 l'autore del secondo falso, Hubert Henry (1846-1898), confessò il suo reato e si suicidò il giorno dopo. Il 3 settembre, il Ministro della Guerra Jacques Marie Eugène Godefroy Cavaignac (1853-1905) diede le dimissioni, mentre l'alto comando rifiutava ancora la revisione del processo Dreyfus.

Inaspritosi il clima sociale, le agitazioni culminarono quando, il 23 febbraio 1899, qualche giorno dopo la morte improvvisa del Presidente Faure, il nazionalista Paul Déroulède (1846-1914) tentò, con l'appoggio di sue formazioni politiche, di forzare la mano ad un generale e tentare un colpo di Stato. L'azione, che aveva come obiettivo l'instaurazione di un regime forte, fu malpreparata e fallì miseramente.
A questo punto la posizione di Dreyfus cominciò ad essere rivista. Nello stesso 1899 la pena dall'ergastolo e deportazione fu ridotta a dieci anni di reclusione, ma solo nel 1906 l'ufficiale ebreo fu completamente riabilitato. Le conseguenze politiche immediate del caso Dreyfus furono l'unione delle sinistre, il rafforzamento dei radicali e la ripresa della politica anticlericale.

## La politica radicale (1902-1909)

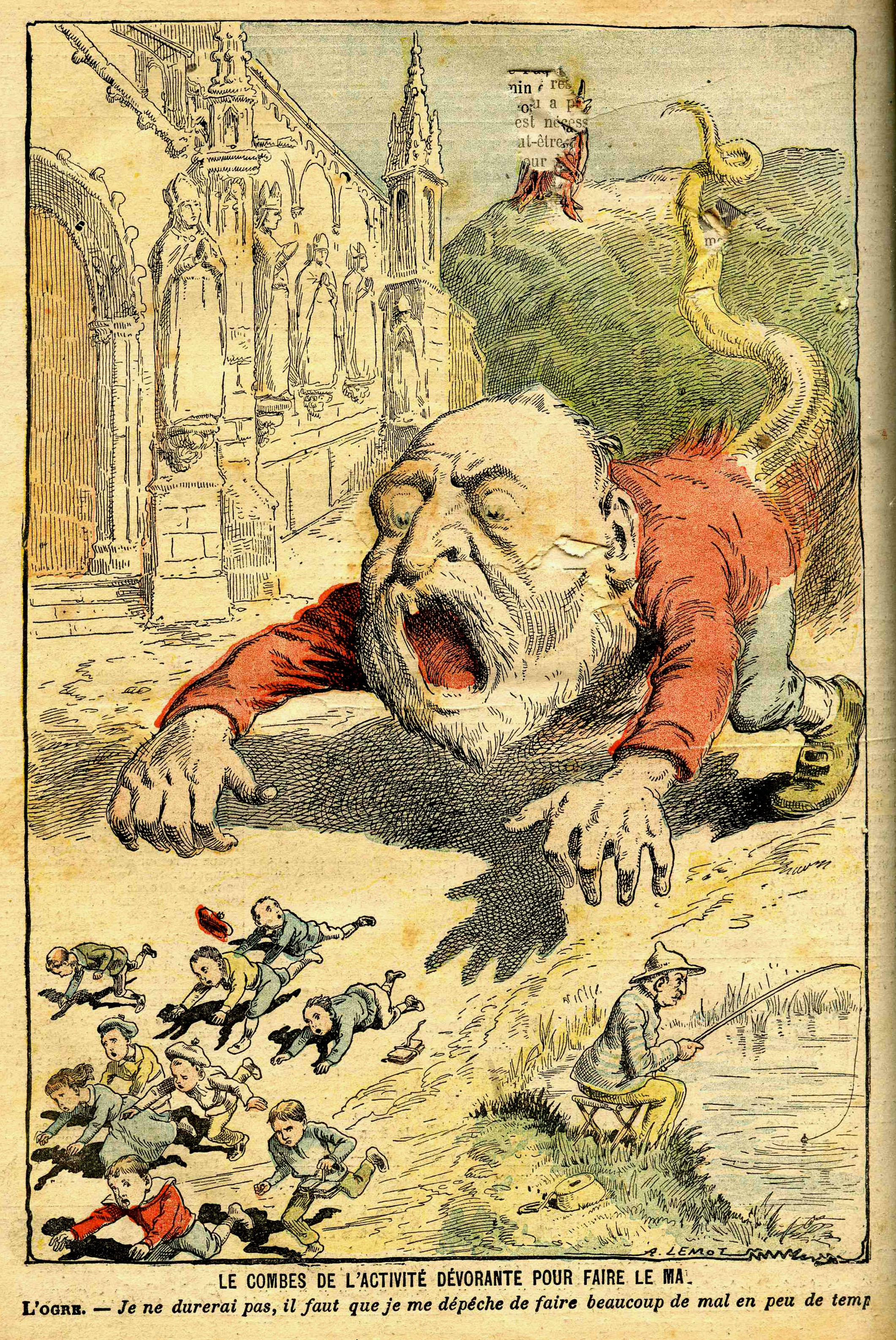
Émile Combes visto dal giornale cattolico Le Pèlerin il 27 luglio 1902

La principale reazione al caso Dreyfus fu la costituzione del cosiddetto “Blocco delle sinistre”, che andava dai socialisti, fra i quali si distingueva sempre più Jean Jaurès, fino a una parte dei repubblicani moderati. Tale grande formazione politica nell'aprile-maggio 1902 vinse le elezioni, ma tra i 350 seggi conquistati oltre duecento andarono ai radicali. Ciò portò il Presidente della Repubblica in carica, Émile Loubet, a formare un governo capeggiato da Émile Combes: agnostico, massone, radicale e anticlericale.
Le misure contro la Chiesa non si fecero attendere. Nel giugno del 1902 furono chiuse 125 scuole religiose non autorizzate, nel 1903 furono respinte tutte le richieste di autorizzazione e nel 1904 fu vietato l'insegnamento per dieci anni ai congregazionisti. Il 30 luglio 1904, inoltre, a seguito delle proteste di Papa Pio X, la Francia rompeva le relazioni diplomatiche con la Santa Sede.
Il 18 gennaio 1905 Combes fu tuttavia costretto a dimettersi per un caso di collusione fra massoneria ed esercito. Fu sostituito dal suo Ministro delle Finanze Maurice Rouvier che, tenendo conto delle rivendicazioni del clero, fece votare una legge (luglio-dicembre 1905) per la libertà di coscienza religiosa ma che non prevedeva sovvenzioni ad alcun culto. Secondo la legge, inoltre, i beni ecclesiastici sarebbero stati devoluti ad associazioni culturali che avrebbero dovuto conformarsi alle regole del culto del quale si proponevano di amministrare i beni.
A seguito di questa legge, il Vaticano condannò con un'enciclica il governo francese (11 febbraio 1906), per cui il clero si rifiutò di collaborare. Alcuni sacerdoti chiusero le loro chiese e l'amministrazione fu costretta ad usare la forza per inventariare i beni e devolverli alle associazioni culturali. All'inizio di marzo, negli scontri, ci fu un morto nel nordest del paese e questo portò alle dimissioni del governo Rouvier.
Con le elezioni del 1906, tuttavia, si ebbe un'altra grande vittoria delle sinistre e dei radicali in particolare, che conquistarono 115 seggi (su 400 delle sinistre). Georges Clemenceau, repubblicano e radicale, formò il suo governo il 25 ottobre con sette radicali su dodici ministri, scegliendo Picquart, colui che aveva scoperto la falsità delle accuse a Dreyfus, come Ministro della Guerra. Questo governo, fortemente impegnato a contrastare una serie di agitazioni sociali, riuscì comunque a far votare il finanziamento delle ferrovie dell'ovest, in procinto di fallire, oltre all'obbligatorietà del riposo settimanale.

## Il patriottismo (1909-1914)

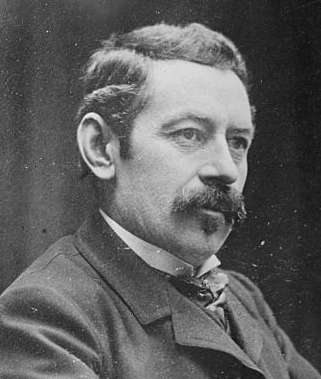
Aristide Briand traghettò la politica francese dal radicalismo al patriottismo.

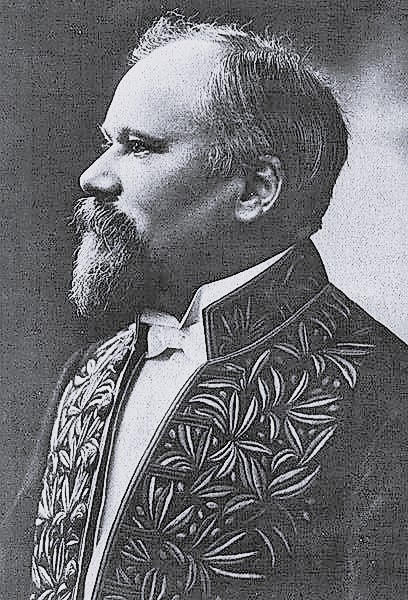
Il Presidente Raymond Poincaré. Il suo patriottismo gli fece ottenere i voti della destra.

Logorato da tre anni di difficoltà politiche, il governo Clemenceau cadde nel luglio 1909. Gli succedettero una serie di governi, undici in cinque anni, di cui quattro furono presieduti da Aristide Briand, presente quale ministro quasi sempre anche negli altri. Il repubblicano-socialista Briand fu l'uomo del compromesso in un momento in cui, tramontata la lotta al clero e alla nobiltà, stavano scomparendo i riferimenti politici del passato. I socialisti che avevano aderito all'Internazionale passarono ad un'aperta opposizione, mentre i radicali si divisero fra sostenitori dei socialisti e sostenitori dei repubblicani.
Politico deciso, Briand non esitò, nell'ottobre 1910, a disperdere uno sciopero delle ferrovie con l'intervento dell'esercito, in un contesto politico caratterizzato dalla crescita del pericolo tedesco. L'elemento politico più importante del periodo rimaneva infatti il patriottismo. Tale fenomeno si espresse in occasione dell'ambiguo compromesso franco-tedesco del 1911 che mise fine alla Crisi di Agadir e che portò alla caduta del governo di Joseph Caillaux. Il patriottismo fu anche la causa, nel gennaio 1913, dell'elezione a Presidente della Repubblica di Raymond Poincaré, pur sempre repubblicano e laico, ma anche sostenitore della Francia, ciò che gli fece ottenere i voti della destra.
Caduto il governo Briand nel marzo 1913, ne seguì uno, per la prima volta dal 1899, presieduto da un esponente di centrodestra, Louis Barthou. L'alleanza delle varie formazioni di centro portò all'approvazione della legge di ferma obbligatoria per l'esercito di tre anni. Con le elezioni del 1914 si rivelò tuttavia maggioritaria quella parte della sinistra che sosteneva sia la legge dei tre anni sia la laicità dello Stato. Il Presidente Poincaré affidò allora, il 13 giugno 1914, il governo al repubblicano-socialista René Viviani, l'uomo che affronterà la prova della crisi di luglio e lo scoppio della prima guerra mondiale.

## La politica estera fino alla prima guerra mondiale
Con la sconfitta nella guerra franco-prussiana del 1870-71 la Francia perse la supremazia in Europa a vantaggio della Germania. La Terza Repubblica era indebolita ma già dal 1875 si registrò una ripresa economica che limitò il vantaggio dell'industria tedesca.

### Tunisia e Indocina (1881-1885)

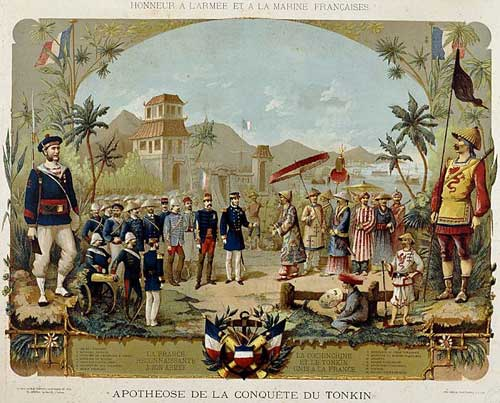
I francesi incontrano il principe di Annam a Huế. Nel 1884 l'odierno Vietnam centro-settentrionale divenne protettorato francese.

A favore e come conseguenza di questa ripresa economica, dal 1879 la Francia si impegnò in un'azione di espansione coloniale senza precedenti. La necessità di avere sbocchi commerciali e la possibilità di elargire prestiti furono gli argomenti decisivi, oltre al nazionalismo, a favore della politica coloniale.
La prima acquisizione di rilievo fu la Tunisia, limitrofa all'Algeria già colonia francese. Approfittando della buona fede dei deputati che credevano in un'azione di polizia, nell'aprile 1881 il governo di Jules Ferry fece occupare quella che era ufficialmente una provincia ottomana ma che aveva acquisito un'indipendenza quasi totale. Il 12 maggio il governatore locale riconobbe con il Trattato del Bardo il protettorato della Francia. Conseguenza principale dell'avvenimento fu l'avvicinamento politico dell'Italia, antagonista della Francia nel Mediterraneo, a Germania e Austria. Ciò che portò alla formazione della Triplice alleanza.
La successiva impresa coloniale di Ferry fu la ripresa del progetto della conquista in Asia dell'impero di Annam. Quest'ultimo comprendeva approssimativamente l'odierno Vietnam, esclusa la Cocincina già colonia francese assieme alla Cambogia. Spinto da interessi economici che prevedevano una via commerciale per la Cina meridionale, Ferry fra il dicembre 1883 e il giugno 1884 conquistando il Tonchino riuscì a fare dell'Annam un protettorato formando l'Indocina francese. Subito dopo fu respinta una reazione militare della Cina che il 4 aprile 1885 fu costretta a firmare la rinuncia all'Annam.

Anche la Gran Bretagna dopo aver conquistato l'Alta Birmania, finì per concludere un accordo con la Francia sulla regione nel 1896.

### L'espansione in Africa e la crisi di Fascioda (1881-1899)

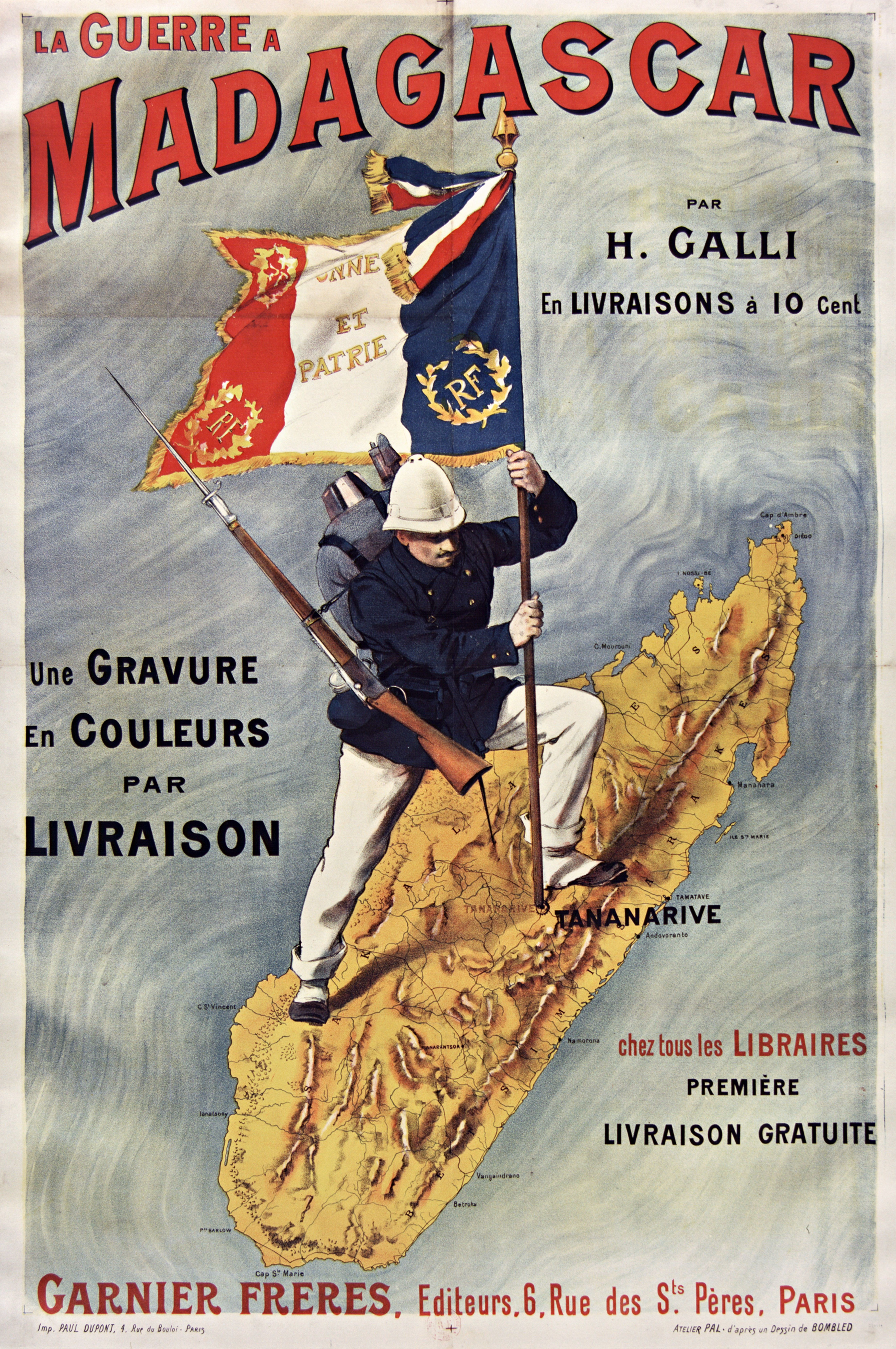
Un manifesto analogo del 1895 sulla conquista del Madagascar.

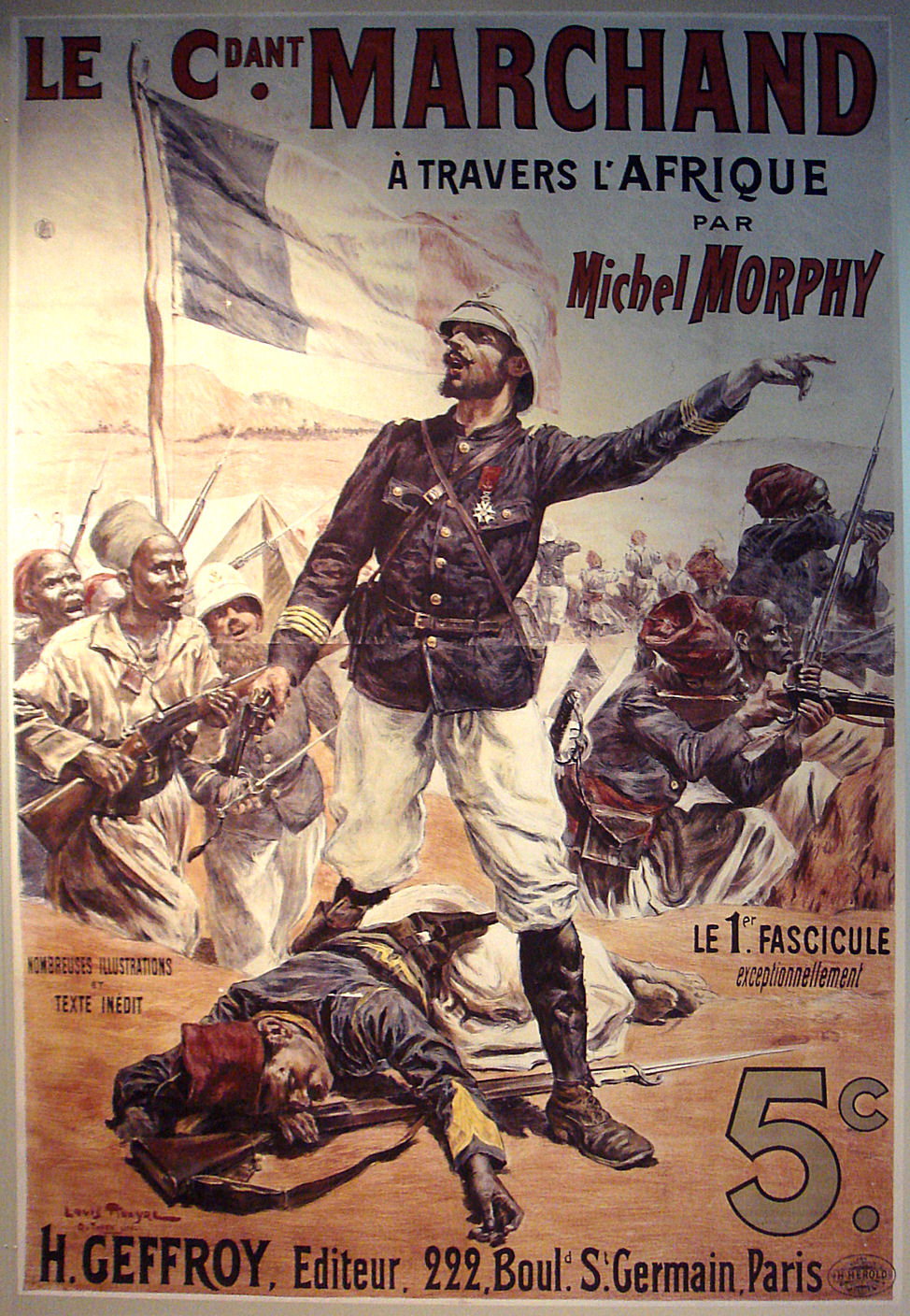
Il manifesto di una pubblicazione a fascicoli sulla spedizione di Jean-Baptiste Marchand che portò alla crisi di Fascioda.

Ancora il Presidente del Consiglio Jules Ferry, per assicurarsi una base strategica sulla rotta dell'Indocina francese, negli anni 1883-1884 inviò una spedizione che occupò vari punti sulle coste del Madagascar.

Dieci anni dopo, Il 27 ottobre 1894, gli aristocratici locali “Hova” dichiararono la guerra santa alla Francia che rispose un mese dopo con l'invio di un corpo di spedizione di 15.000 uomini. Questo contingente, in condizioni difficili, riuscì a conquistare la capitale Antananarivo il 30 settembre 1895 e a fare del Madagascar un protettorato.
Negli stessi anni, in concorrenza con la Gran Bretagna, la Francia occupava progressivamente nell'Africa occidentale la valle del medio corso del fiume Niger, fino a raggiungere Timbuctù nel 1893. Già dieci anni prima aveva preso possesso dei 600 km di costa della Costa d'Avorio il cui protettorato fu instaurato nel 1889.

Ancora in Africa occidentale, nel gennaio 1894 dopo due campagne militari, fu conquistato il Dahomey (attuale Benin) verso il corso inferiore del Niger, raggiunto a Nikki il 5 novembre dello stesso anno. Ne derivò una grave tensione con la Gran Bretagna che rientrò solo il 14 giugno 1898 con la firma di una convenzione anglo-francese: la Repubblica mantenne Nikki, ma fu la Gran Bretagna a vedersi confermata i territori più ricchi e popolosi.
Dal 1880 la Francia aveva comunque notevolmente ingrandito i suoi possedimenti in Africa occidentale che, partiti da qualche colonia costiera, si estendevano nel 1899 fino al Lago Ciad, nel cuore del continente.
A questo punto, i francesi avrebbero potuto congiungere in Africa i possedimenti sull'Atlantico con la colonia isolata di Gibuti, sul Mar Rosso. Tale collegamento Ovest-Est contrastava però con un'analoga iniziativa che gli inglesi volevano intraprendere in direzione Sud-Nord, allo scopo di collegare i loro possedimenti sudafricani con il loro protettorato dell'Egitto.

Ne nacque una crisi internazionale che prese il nome dal villaggio del Sudan (Fascioda) dove le direttrici di marcia delle due potenze si incontrarono. Nel 1898 l'intransigenza del Ministro degli esteri francese Gabriel Hanotaux e quella del Primo ministro inglese Salisbury portò le due nazioni sull'orlo della guerra. Tuttavia Théophile Delcassé, che sostituì Hanotaux lo stesso 1898, finì col cedere, facendo abbandonare alla Francia le sue pretese sul bacino del Nilo.

### La fine dell'isolamento (1896-1906)

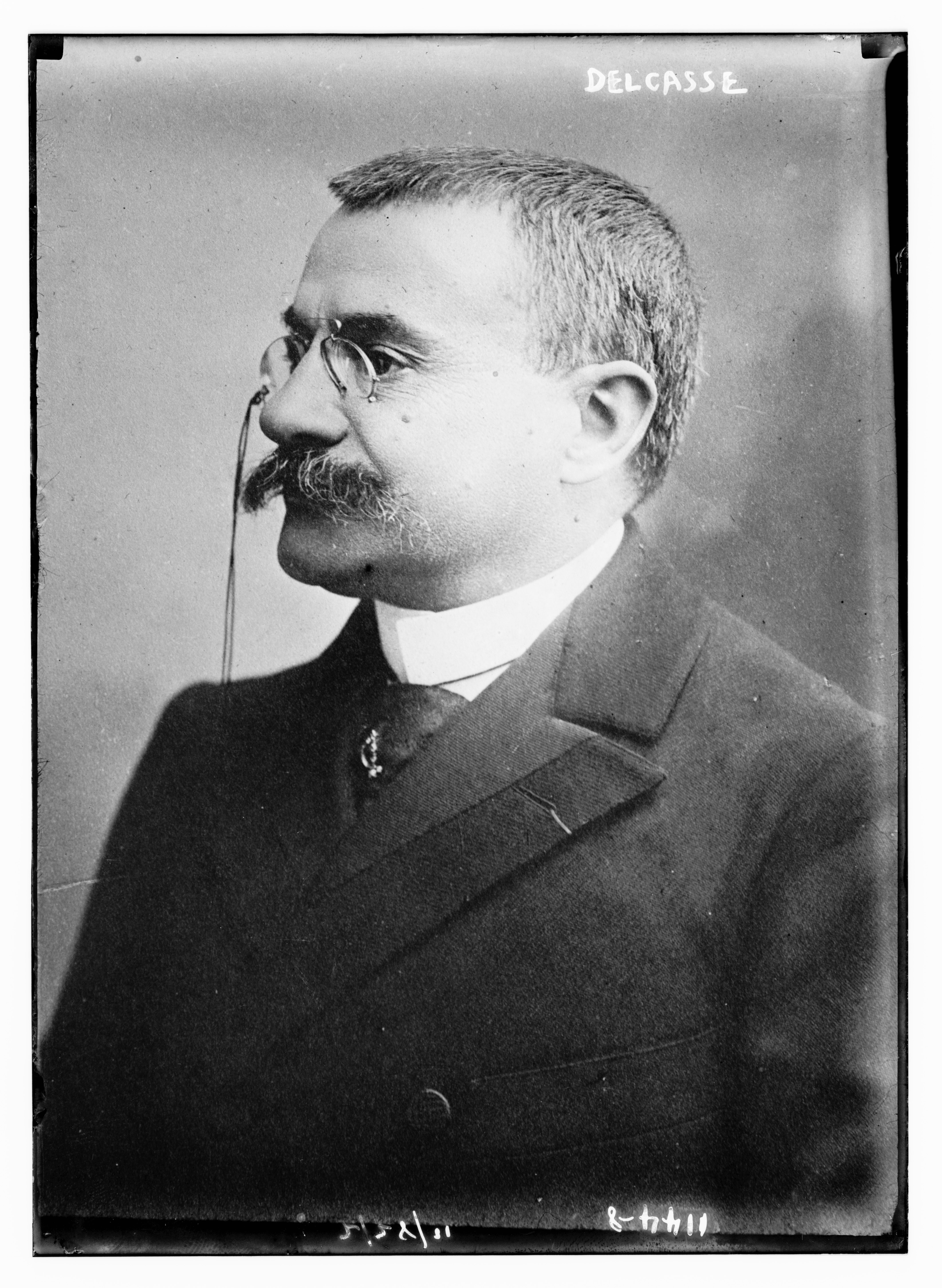
Il Ministro Delcassé, protagonista dell'Entente cordiale e della Crisi di Tangeri.

Artefice del crollo e dell'isolamento della Francia negli anni seguenti la sconfitta della guerra franco-prussiana fu in gran parte Bismarck. Costui, in disaccordo con il nuovo imperatore Guglielmo II, fu allontanato dal potere nel marzo del 1890. Si aprirono così per la Terza Repubblica nuove opportunità.
La conseguenza immediata della caduta di Bismarck fu il mancato rinnovo tra Germania e Russia del Trattato di controassicurazione. Per cui la Francia, approfittando delle difficoltà finanziarie della Russia, il 18 agosto 1892 riuscì a strapparle un primo accordo militare antitedesco. Con tale intesa, convertita il 4 gennaio 1894 in una vera e propria alleanza, la Terza Repubblica otteneva il suo primo successo diplomatico dopo il 1871, rompendo il suo isolamento.
Successivamente al riavvicinamento franco-russo si registrò un notevole miglioramento dei rapporti anche tra Francia e Italia (la quale continuava a far parte della Triplice alleanza). Tuttavia, la svolta decisiva si compì con l'antico nemico: la Gran Bretagna con la quale, risolte le ultime questioni coloniali, l'8 aprile 1904 fu siglata l'Entente cordiale. Artefice francese del trattato fu il Ministro degli Esteri revanscista Théophile Delcassé.

### Le crisi marocchine e la Triplice intesa (1906-1914)

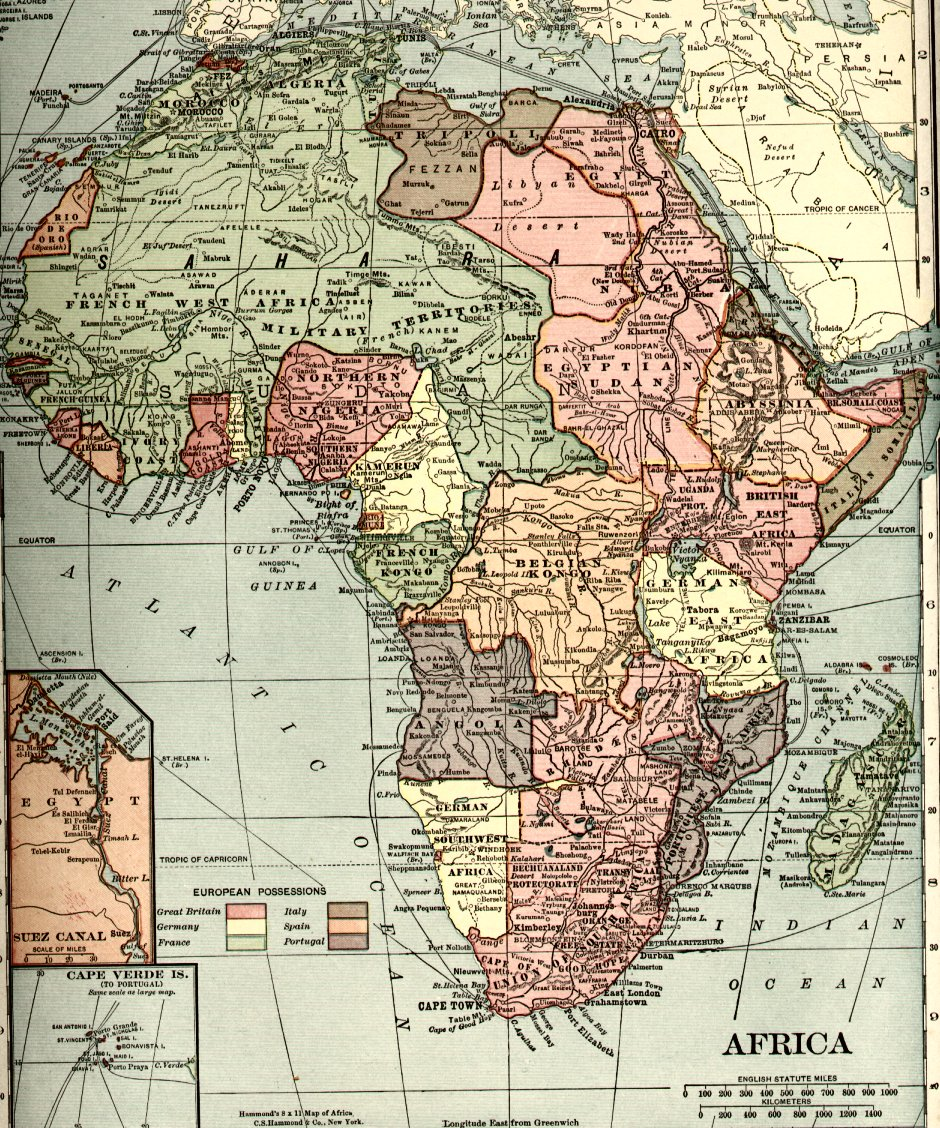
L'Africa dopo la Crisi di Agadir. In verde i possedimenti della Francia.

L'Entente cordiale prevedeva il consenso della Gran Bretagna alla Francia di includere nella sua sfera d'influenza il Marocco. Consenso che diedero anche l'Italia e la Spagna, ma non la Germania che, alle prime pressioni francesi sul sultanato nordafricano, si dichiarò contraria. Ciò causò, nel 1906, in un momento in cui la Russia era in grave difficoltà per la sconfitta nella Guerra russo-giapponese, una crisi tra Francia e Germania: la cosiddetta Crisi di Tangeri, che si risolse con il cedimento del governo francese di Maurice Rouvier. Parigi acconsentì, infatti, a dirimere la questione con una conferenza internazionale e il Ministro degli Esteri Théophile Delcassé, acceso sostenitore della linea dura contro la Germania, fu costretto a dimettersi.
La Conferenza sul Marocco che si tenne ad Algeciras (Spagna) nel 1906, sancì, tuttavia una vittoria politica della Francia che riuscì a fare alcuni passi nella direzione della colonizzazione del Marocco. Quando però nel 1911, a seguito di una rivolta locale, il governo francese di Ernest Monis fece occupare Fès, Parigi si trovò a dover gestire una nuova crisi con Berlino: la Crisi di Agadir. Di fronte alla discesa in campo della Gran Bretagna questa volta ad arretrare fu la Germania che, in cambio di alcuni territori in Africa occidentale, cedette sul Marocco, divenuto a tutti gli effetti francese nel 1912 (Trattato di Fez).
Il compromesso con la Germania non trovò d'accordo il Ministro degli Esteri francese Justin de Selves (1848-1934) e i sostenitori della linea dura dell'esercito. A consentire le trattative era stato invece il Presidente del Consiglio Joseph Caillaux che, di fronte alle proteste dei nazionalisti, dovette dimettersi.
La seconda crisi marocchina portò ad un rafforzamento dell'amicizia con la Gran Bretagna che nel frattempo, nel 1907, aveva concluso un accordo con la Russia creando, seppure implicitamente, la Triplice intesa.

## La prima guerra mondiale e Versailles (1914-1919)

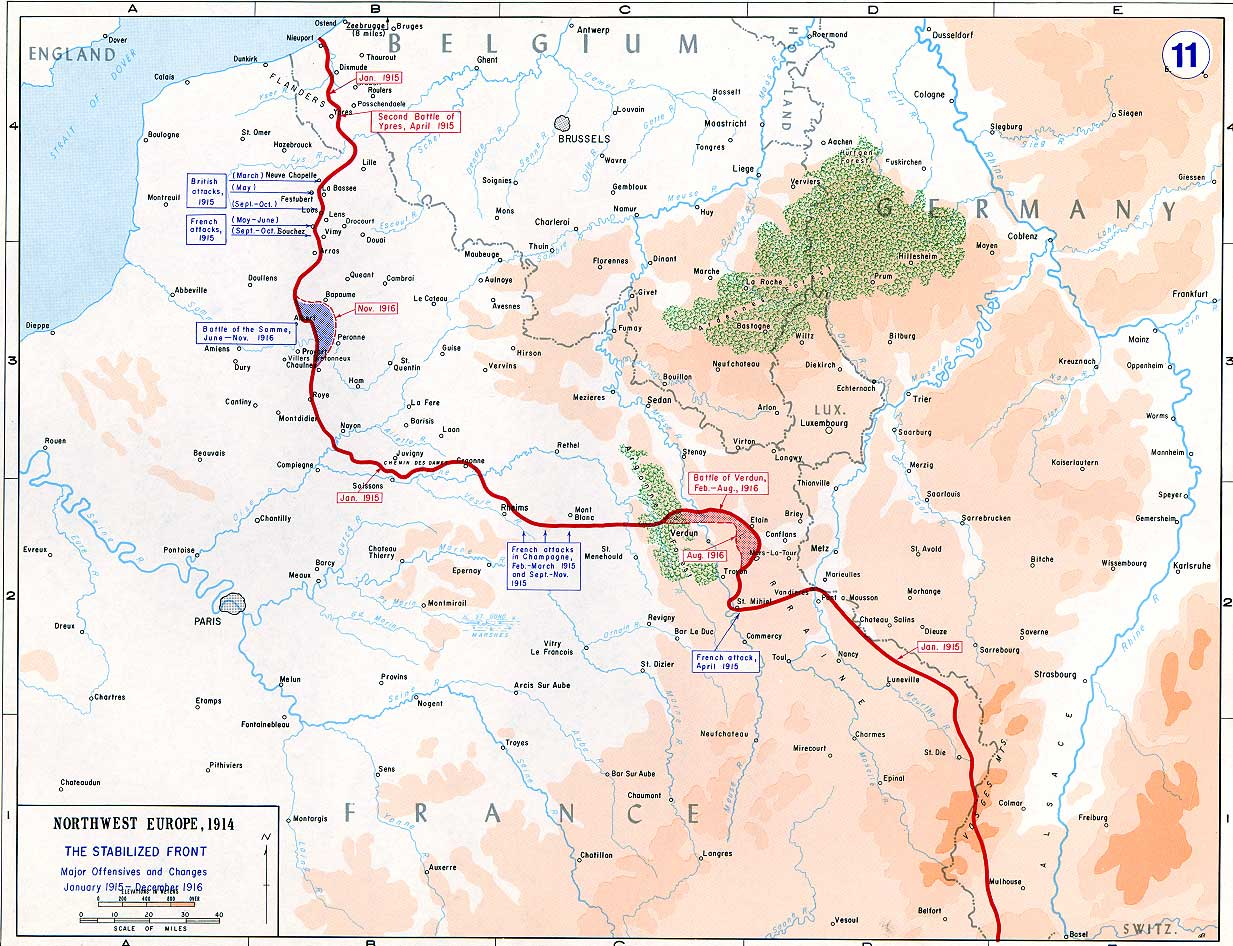
Il fronte della guerra di posizione fra il 1915 e il 1916 in Francia. A sinistra: Parigi.

Innescata la Crisi di luglio dall'attentato di Sarajevo, la Francia mobilitò il suo esercito il 2 agosto 1914 e il 3 agosto la Germania le dichiarò guerra. Il 4 il Presidente della Repubblica Poincaré, in un messaggio al Parlamento dichiarò che la Francia «sarà eroicamente difesa da tutti i suoi figli di cui nulla potrà spezzare, davanti al nemico, l'"Unione sacra”».

Tale espressione sarà utilizzata anche per denominare la grande coalizione politica che il 26 agosto costituirà la nuova formazione del governo Viviani composto a maggioranza da radicali e allargato a socialisti e ai repubblicani Alexandre Millerand (Guerra), Aristide Briand (Finanze) e Alexandre Ribot (Giustizia). Della compagine solo la destra cattolica rimarrà esclusa.

### Le operazioni belliche fino al 1917

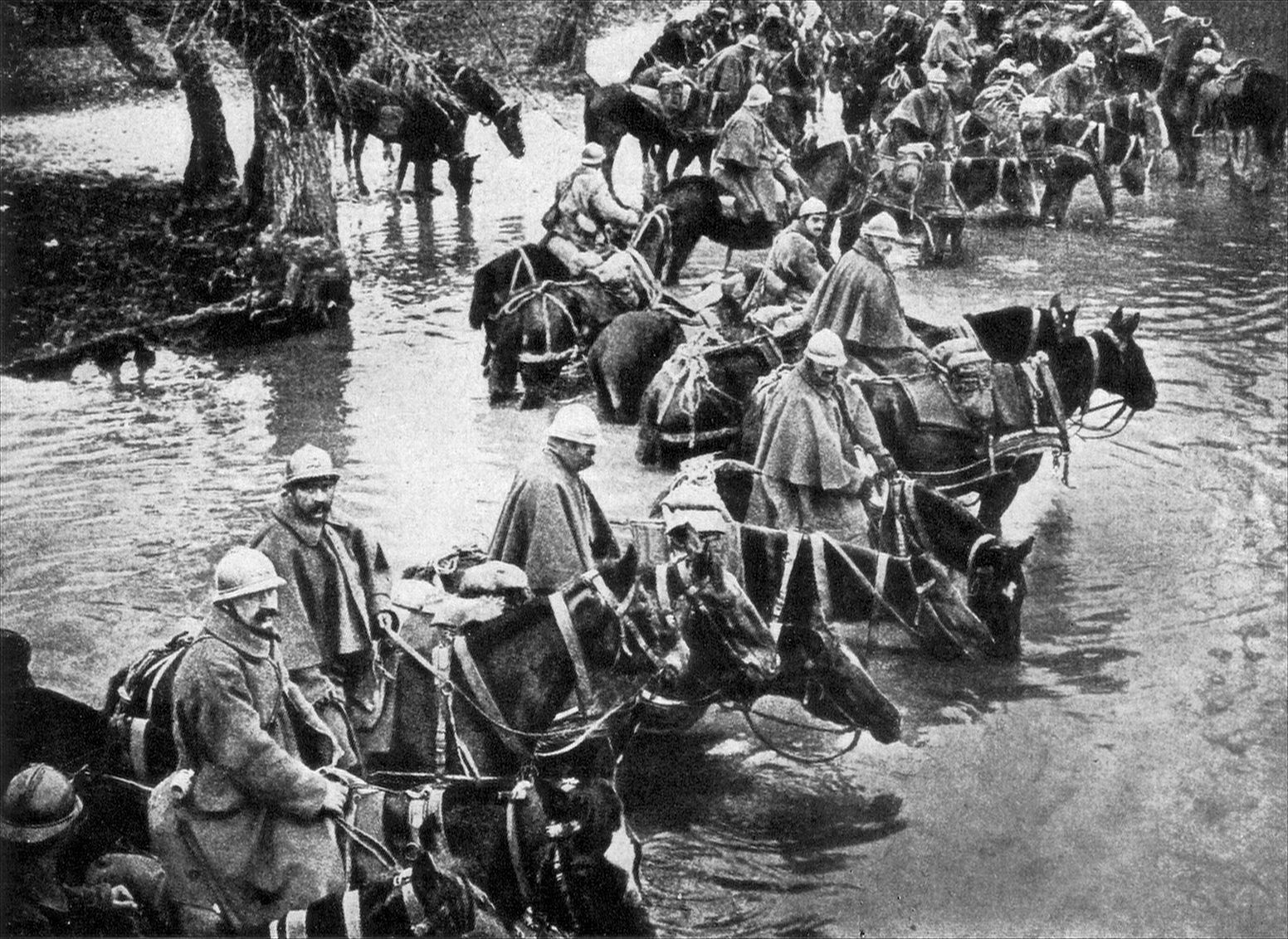
Riserve francesi passano un corso d'acqua sulla strada per Verdun (1916)

Dopo il fallimento della grande offensiva tedesca prevista dal piano Schlieffen e la vittoria francese nella prima battaglia della Marna, dalla fine del 1914 iniziò sul fronte occidentale la lunga, logorante e sanguinosa guerra di trincea. Il generale francese Joseph Joffre, comandante in capo dell'esercito, convinto di poter sbloccare la situazione e liberare i territori occupati dai tedeschi, lanciò una serie di offensive tra febbraio e ottobre 1915 che ottennero scarsissimi risultati e che causarono quasi 350 000 morti solo tra i francesi. Sviluppi si ebbero invece nel 1915 dal punto di vista diplomatico: a fianco della Triplice intesa era infatti scesa in campo l'Italia che aveva abbandonato la Triplice alleanza.
Nel 1916 gli equilibri militari rimasero stabili e un'offensiva tedesca venne arginata dai francesi a Verdun grazie all'abilità logistica del generale Philippe Pétain. Durante questa grande battaglia (durata in tutte le sue fasi quasi 10 mesi) la controffensiva anglo-francese della Somme (luglio-novembre) portò ugualmente a scarsi risultati, con perdite enormi. Alla fine del 1916, quindi, non si era ottenuto alcun risultato militare significativo.
Il successore di Joffre, Robert Georges Nivelle, nel 1917 organizzò un'altra offensiva (Seconda battaglia dell'Aisne) che fallì completamente e il 15 maggio fu sollevato dall'incarico e a sua volta sostituito da Pétain. Questa ennesima carneficina portò nell'esercito francese gravi incidenti. In 66 divisioni su 110 si verificarono episodi più o meno gravi di ammutinamento. La repressione dei comandanti fu immediata benché su 629 condanne a morte solo di 50 si ha certezza dell'esecuzione.
A Pétain fu affidato quindi il compito di far fronte alle ribellioni. Egli migliorò i turni, curò l'alimentazione e l'approvvigionamento e, soprattutto, abbandonò i tentativi di sfondamento frontale. Alla fine di ottobre del 1917 le truppe francesi risultarono vittoriose a La Malmaison dove Pétain utilizzò con perizia i carri armati e quasi bilanciò la sconfitta iniziale di Nivelle. Intanto gli Stati Uniti d'America erano entrati in guerra a fianco dell'Intesa (aprile 1917); per quanto il loro ingresso non compensò, almeno nei primi mesi, il crollo dell'esercito russo causato dalla rivoluzione.

### Il fronte interno
Sul fronte interno, nel 1917, a fianco di numerosi scioperi di natura salariale si sviluppò una corrente pacifista il cui scopo era quello di trattare in qualche modo una pace con la Germania, ma i pochi tentativi diplomatici intrapresi non ebbero esito. Nuovo impulso al pacifismo fu dato dalla Rivoluzione russa alla quale guardavano con simpatia i socialisti. In questo contesto si susseguirono alcune crisi governative che portarono, alla fine, ad un governo di Georges Clemenceau (14 novembre 1917). Il nuovo esecutivo era sostenuto dalla destra, dal centro e dal centro-sinistra. I primi atti governativi riguardarono misure contro il disfattismo, mentre a gennaio del 1918 veniva arrestato l'ex Primo Ministro Caillaux con l'accusa di aver servito gli interessi del nemico.

### La vittoria e la pace di Versailles

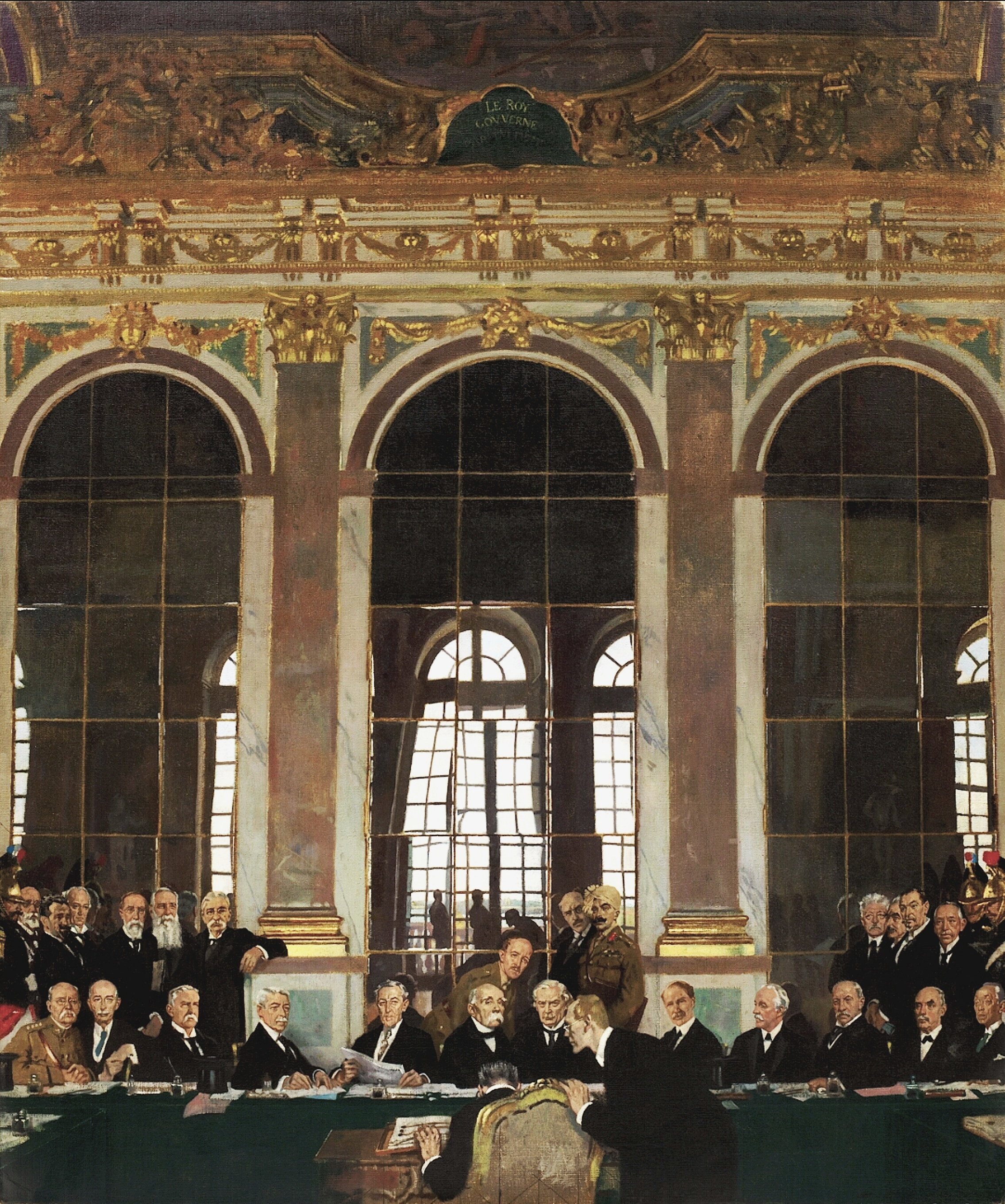
Il momento della firma della pace del delegato tedesco (di spalle) Johannes Bell (1868-1949) a Versailles. Al centro, con i baffi bianchi, Georges Clemenceau fra Wilson e Lloyd George.

Intensificatosi l'arrivo dei soldati americani in Europa nel primo semestre del 1918, il comandante in capo, generale Ferdinand Foch, di fronte ad un'offensiva tedesca iniziata a luglio, contrattaccò (Seconda battaglia della Marna) e respinse le truppe nemiche. Da quel momento gli alleati, contando ormai su un milione di soldati americani, iniziarono una lenta, metodica e inarrestabile avanzata verso la Germania. Fin quando, dopo una rivoluzione popolare che a Berlino rovesciò il regime di Guglielmo II, l'11 novembre 1918, nei pressi di Compiègne venne firmato l'armistizio.
La Conferenza di pace si aprì il 18 gennaio 1919 a Versailles. Clemenceau si trovò di volta in volta impegnato in discussioni sulla sorte della Germania con i suoi alleati: il Presidente statunitense Wilson, il Primo ministro inglese Lloyd George e il Presidente del Consiglio italiano Orlando.
Fatto salvo il ritorno dell'Alsazia-Lorena alla Francia, Clemenceau propose per motivi di sicurezza l'occupazione di tutta la Renania, dove sarebbero stati creati uno o più stati autonomi. Dopo vari colloqui si raggiunse il compromesso di un'occupazione della regione tedesca per quindici anni. Rinunciando all'idea degli Stati renani, Clemenceau chiese l'annessione alla Francia di una parte della Saar per la quale, alla fine, fu deciso di creare un protettorato di quindici anni sotto l'egida della Società delle Nazioni. Sul pagamento delle riparazioni di guerra da addebitare alla Germania il Presidente del Consiglio francese fu invece intransigente. Il trattato di pace fu firmato dai tedeschi il 28 giugno 1919.

## Lo spostamento a destra dell'asse politico (1919-1931)

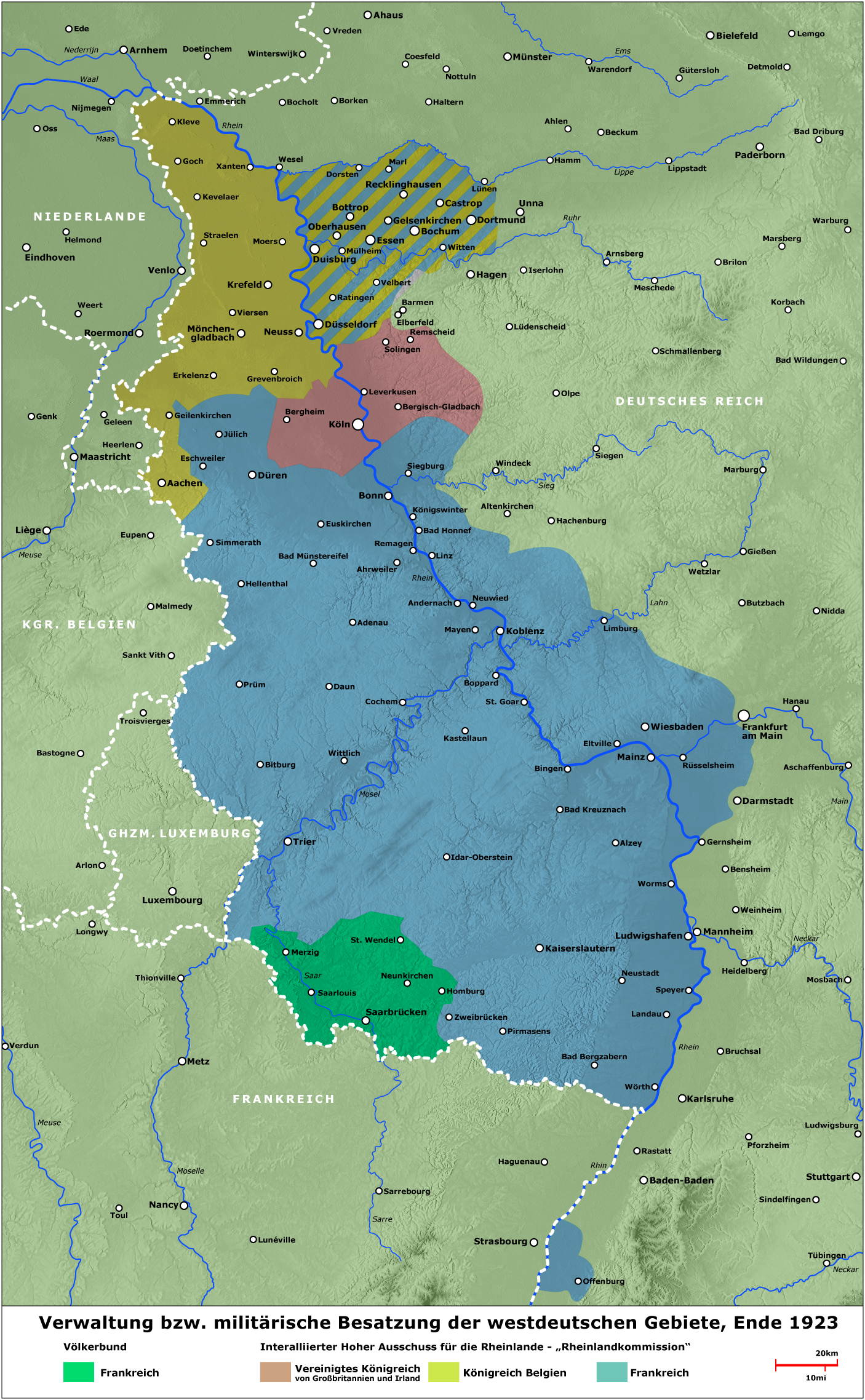
Le zone di occupazione militare alleata in Germania alla fine del 1923. In blu la zona francese, in verde la Saar.

Il 16 novembre 1919 le elezioni legislative portarono ad un parlamento senza una chiara maggioranza ma con un leggero vantaggio della destra. I governi che si susseguirono invece facevano parte del cosiddetto “Blocco nazionale”, una coalizione di centro. La politica interna dal 1919 al 1924 fu dominata da questo contrasto di fondo, nel quale i governi, grazie all'appoggio dei radicali, evitarono l'appoggio della destra le cui convinzioni laiche e repubblicane rimanevano poco chiare.
Tenendo presente i due problemi della sicurezza nazionale nei confronti della Germania e le riparazioni di guerra che questa aveva l'obbligo di pagare, i governi del Blocco nazionale esitarono sull'atteggiamento da adottare. Il Primo Ministro Briand, dopo aver fatto occupare Düsseldorf sulla riva destra del Reno nel marzo del 1921, verso la fine dell'anno pensò a una soluzione negoziata del problema delle riparazioni, ciò che provocò la sua caduta. Il suo successore, Poincaré, deciso invece ad ottenere i risarcimenti, fece occupare “come pegno” nel gennaio 1923 la zona industriale tedesca della Ruhr. L'azione fece sorgere notevoli perplessità su un'eventuale risposta aggressiva della Germania. Così che quando Poincaré si fece convincere dagli ex alleati sulla fattibilità di un piano per i pagamenti tedeschi (Piano Dawes), il sollievo fu generale.

### Il fallimento del “Cartello delle sinistre”
In politica interna, favorito da un nuovo sistema elettorale, nel maggio del 1924, il cosiddetto “Cartello delle sinistre” ottenne una vittoria illusoria date le divisioni interne. Si aprì così un altro periodo di instabilità politica che vide l'elezione a Presidente della Repubblica di Gaston Doumergue (al posto del candidato delle sinistre Paul Painlevé) e della nomina a Presidente del Consiglio di Édouard Herriot, che formò un governo composto da repubblicani, radicali e sostenuto dai socialisti. L'esecutivo iniziò subito una politica anticlericale (abolizione dell'ambasciata francese in Vaticano, applicazione della legge del 1901 contro le congregazioni religiose, ecc.) ampiamente contrastata dai cattolici che si riunirono in potenti associazioni. Il governo vide, tuttavia, la sua fine con le rivelazioni della Banca di Francia (10 aprile 1925) sugli anticipi concessi al Ministero delle Finanze per un ammontare ben superiore al limite legale concesso.

Il successore di Herriot, Painlevé, ridusse le intenzioni anticlericali adottando una linea più centrista che non evitò ulteriori crisi di governo sui problemi finanziari. Di fronte, infine, alla politica dei socialisti ancora legata ad aspirazioni rivoluzionarie, l'esperienza del “Cartello delle sinistre” si esaurì nell'estate del 1926, quando fece posto ad un'alleanza di centro.

### L“Unità nazionale” e i governi di centro-destra

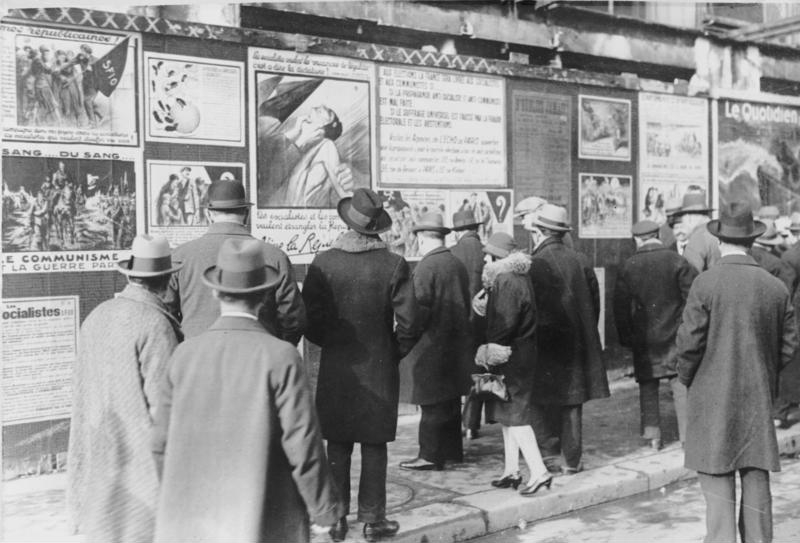
Propaganda politica a Parigi per le elezioni del 1928

L'ex Presidente della Repubblica Raymond Poincaré nel luglio del 1926 accettò per la terza volta il mandato di Presidente del Consiglio. Il suo governo, denominato di “Unità nazionale”, comprendeva repubblicani, radicali, moderati e anche un esponente di destra. Votato da una fortissima maggioranza, riscontrava l'opposizione dei socialisti e dei comunisti.
Il problema più importante che l'esecutivo dovette affrontare e risolvere fu la definizione del valore del Franco la cui quotazione ufficiale non teneva conto del suo deprezzamento rispetto all'anteguerra. Contro coloro che avevano intenzione di rivalutare ulteriormente la valuta, Poincaré, in considerazione del rincaro dei prodotti nazionali che in tal caso ne sarebbe derivato, fece promulgare la legge monetaria del 25 giugno 1928. L'operazione, che si sviluppò fino al 1929, svalutò il Franco dell'80% e, seppure con limitazioni, ristabilì la sua convertibilità in oro.
Indebolito il governo dalle elezioni del 1928 (maggioranza di centro-destra con 37 indipendenti) e dall'abbandono dei radicali che non si riconoscevano più nella politica poco anticlericale di Poincaré, quest'ultimo diede le dimissioni nell'estate del 1929. Dopo alcuni altri tentativi non riusciti di far sopravvivere l'” Unità nazionale”, fino alla fine della legislatura del 1931, i governi saranno dominati dal centro-destra con André Tardieu e Pierre Laval. Tali esecutivi consentiranno, sulla scia dei governi precedenti, la gratuità dell'insegnamento, che fu portato alle scuole secondarie, l'adozione definitiva nel 1930 della previdenza sociale (su progetto di Poincaré) e alcune iniziative in materia economica (1931) a favore dell'agricoltura.

## La crisi economica e della società (1932-1935)

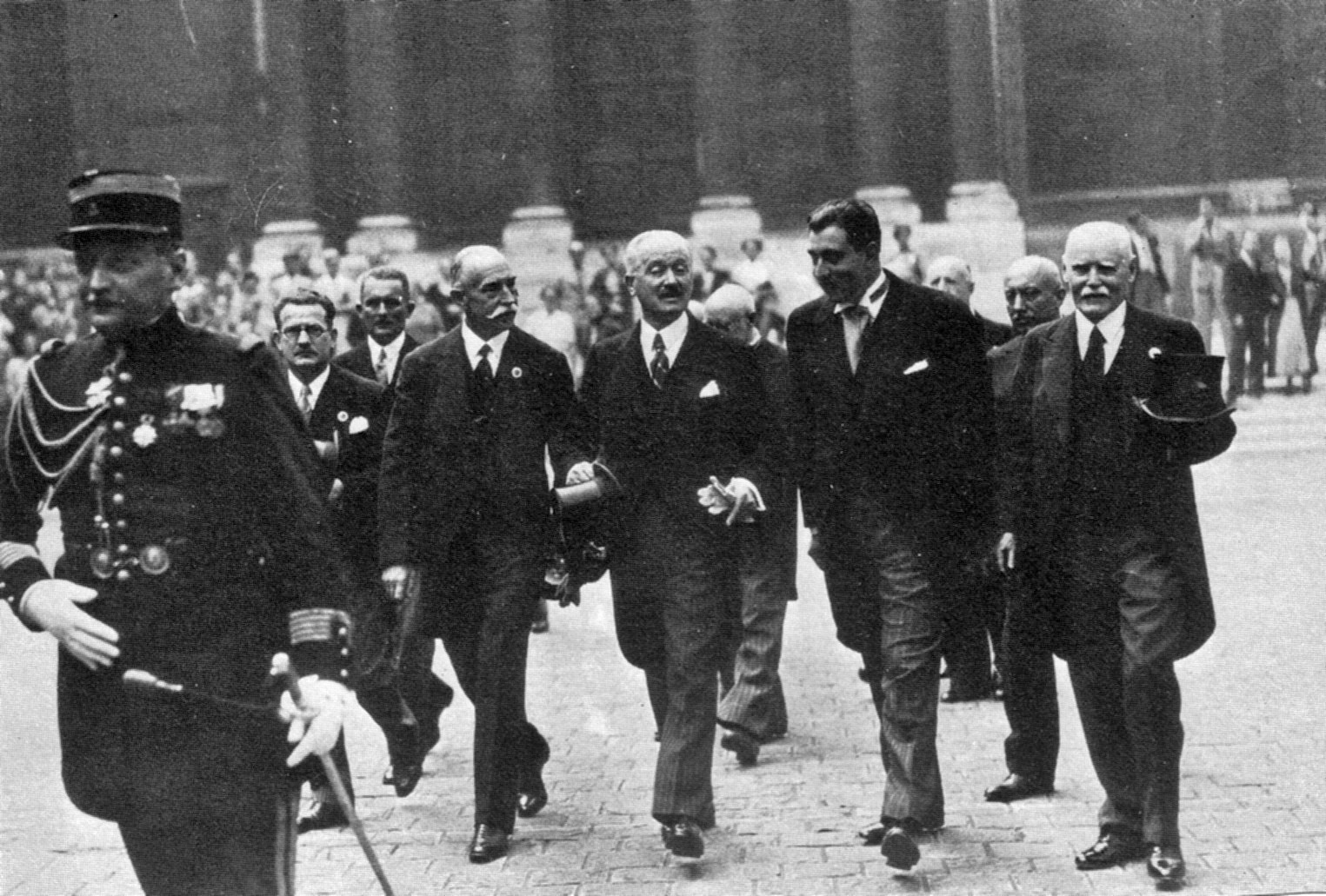
Albert Lebrun, al centro, fu capo di Stato dal 1932 al 1940 e fu l'ultimo presidente della Terza Repubblica.

Probabilmente fu la debole diffusione internazionale delle imprese francesi a spiegare l'entrata tardiva della Terza Repubblica nella grave crisi economica sviluppatasi dopo il “martedì nero” del 29 ottobre 1929 (data del crollo dei valori alla Borsa di New York). La depressione infatti fu avvertita in Francia a partire dall'inizio del 1932 e il deficit di bilancio che comportò si ripercosse sull'andamento della vita politica e sociale.
Durante lo stesso 1932 le elezioni determinarono una netta vittoria delle sinistre e il Presidente della Repubblica di centro-destra, Albert Lebrun, incaricò Herriot di formare il nuovo governo che dovette subito affrontare l'ostilità dei socialisti. Fino al gennaio 1934 ogni tentativo di creare un governo stabile fallì, mentre diverse organizzazioni di massa si andavano costituendo per contestare non solo il modo di governare il Paese, ma anche il sistema stesso.

### Lo scandalo Stavisky e i moti del 6 febbraio 1934
La scintilla delle proteste si accese con il cosiddetto “Scandalo Stavisky” dal nome del fondatore del Crédit municipal di Bayonne, Serge Alexandre Stavisky (1886-1934). Costui, beneficiario di una truffa su una sottoscrizione di buoni fruttiferi basata sullo Schema Ponzi, intascò illegalmente una forte somma e, qualche minuto prima di essere arrestato, l'8 gennaio del 1934 si uccise. La stampa avanzò forti dubbi sul suicidio, rivelando un'inspiegabile indulgenza da parte della giustizia che non aveva mai dato seguito alle denunce fatte contro Stavisky. Si faceva presente inoltre che il giudice che aveva lasciato Stavisky impunito era il cognato di Camille Chautemps, presidente del Consiglio e radicale.
Nella società e negli ambienti politici le destre gridarono allo scandalo e il 28 gennaio 1934 Chautemps si dimise. Il Presidente Lebrun lo sostituì prontamente con Édouard Daladier il quale fece trasferire il questore di Parigi di cui era nota la simpatia per le organizzazioni di destra che, allarmate, indissero una grande manifestazione per il 6 febbraio a Parigi. La protesta divenne però una marcia, alla cui testa c'erano elementi dell'Action française, pericolosamente diretta alla sede del governo. Quel giorno le forze dell'ordine, in parte schierate a difesa della Camera dei deputati, furono aggredite e spararono sui dimostranti. Il bilancio degli scontri fu di 15 morti e 1.435 feriti. Lo stesso 6 febbraio la Camera accordava comunque la fiducia al governo di Daladier che il giorno dopo, temendo forse nuovi scontri, dava a sua volta le dimissioni.
Le conseguenze della rivolta, dopo un nuovo periodo di instabilità governativa, consistettero in una svolta della politica delle sinistre. Il Partito Comunista Francese, nella persona del suo leader Maurice Thorez, decise di abbandonare la politica di opposizione frontale e di giungere con i socialisti e i radicali ad un'alleanza antifascista (nelle vicine Italia e Germania il potere era nelle mani di fascisti e nazisti). Il 14 luglio 1935, un immenso corteo di mezzo milione di persone (al quale parteciparono anche Daladier e Thorez), a rappresentanza di tutte le anime della sinistra, sfilò a Parigi aprendo una nuova fase che avrebbe portato alla costituzione del “Fronte Popolare”.

## La vittoria della sinistra unita (1936-1937)

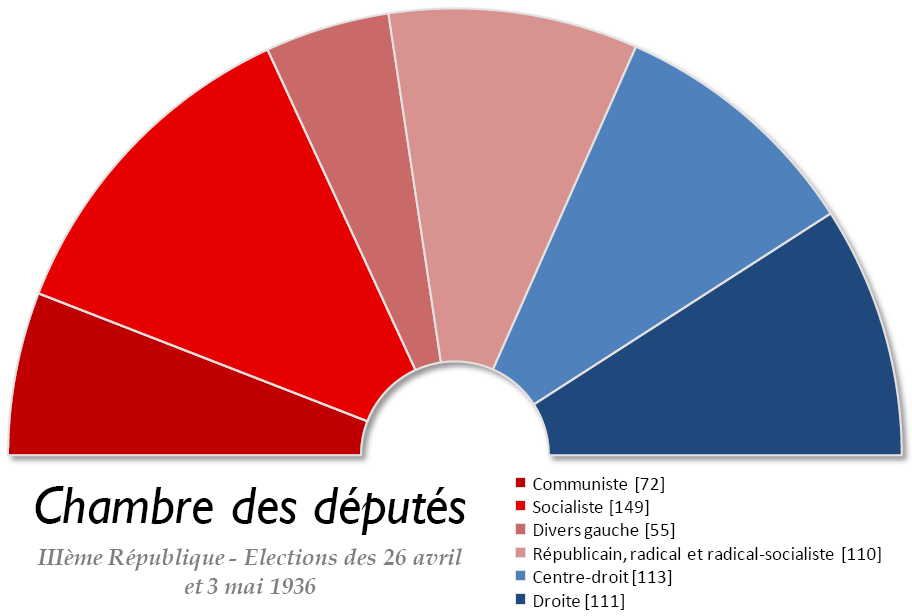
La composizione della Camera dei deputati dopo le elezioni del 1936

La grande vittoria del Fronte Popolare alle elezioni della Camera dei deputati del maggio 1936 fu preceduta da un'ondata di scioperi che venne interpretata dalla stampa di destra come una forma di sovietizzazione del Paese.
Il 6 giugno 1936, il Presidente della Repubblica Lebrun chiamò il socialista Léon Blum a formare il nuovo governo che risultò composto da socialisti (Finanze, Economia, Agricoltura, Interno) e da radicali (Guerra, Aeronautica, Affari Esteri). L'esecutivo affrontò immediatamente l'emergenza degli scioperi nel ruolo di arbitro (per la prima volta nella storia della Repubblica) consentendo l'accordo fra imprese e sindacati.
Le riforme intraprese dalla maggioranza iniziarono con la legge che istituì 15 giorni di ferie annuali pagate (11 giugno 1936) e con quella che limitò a 40 le ore settimanali lavorative (12 giugno). Proseguirono con la Banca di Francia il cui Consiglio degli azionisti fu sostituito con un Consiglio di personalità nominate dallo Stato (24 luglio); con la creazione di un Ente per la definizione del prezzo del grano; e con la nazionalizzazione delle industrie belliche.
Dal mese di settembre, tuttavia, sorsero numerose difficoltà sulla gestione economica alle quali si aggiunse un acuirsi della lotta politica accompagnata da una violentissima campagna di stampa della destra. Nell'agosto del 1936 il Ministro degli Interni Roger Salengro fu accusato di aver disertato la Grande guerra e, benché scagionato, il 17 novembre si uccise.
Su due importanti problemi la coalizione si indebolì fatalmente: il comportamento da attuare di fronte alla Guerra civile spagnola e il mantenimento dell'ordine. Sul primo problema, per non incrinare i rapporti con la Gran Bretagna che aveva deciso il non intervento, anche il governo francese decise, il 2 agosto 1936, di attuare una politica di non ingerenza attirandosi le ire dei comunisti che avrebbero voluto aiutare apertamente il Fronte Popolare spagnolo. Sul secondo problema i radicali, la cui base elettorale era costituita dalla classe media, ebbe difficoltà a proseguire un percorso politico con i comunisti. Nella primavera del 1937 il radicale Daladier sostenne il ritorno all'ordine e il rilancio della produzione dando il via, nel giugno dello stesso anno, alla caduta del governo Blum.

## La crisi e la seconda guerra mondiale (1938-1940)

### La crisi internazionale

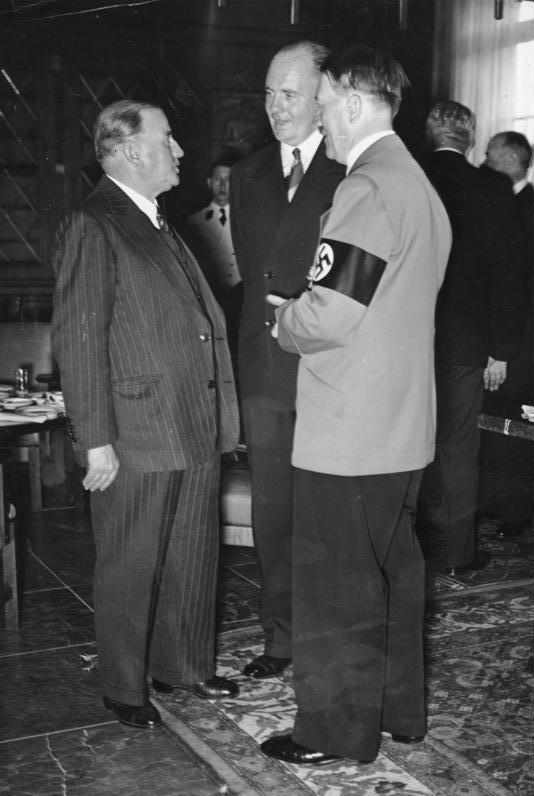
Daladier, a sinistra, con Hitler il 29 settembre 1938 a Monaco di Baviera

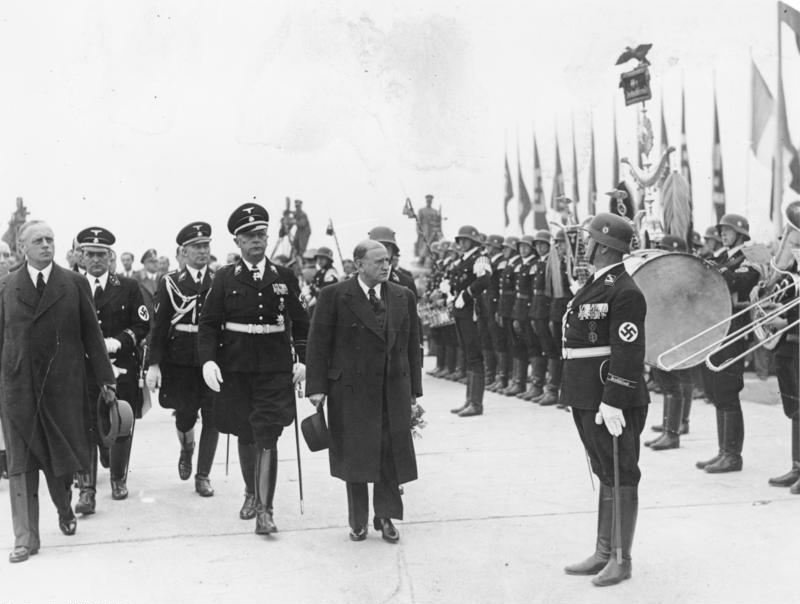
Daladier in partenza da Monaco, il 30 settembre 1938

Dopo un'impasse politica e la fugace esperienza di un secondo governo Blum, Daladier riuscì a formare un esecutivo il 10 aprile 1938 dominato dai radicali ma allargato sia ai socialisti indipendenti sia al centro-destra. Con una forte maggioranza, alla fine di settembre, Daladier partecipò a Monaco alla conferenza internazionale che mise fine alla grave crisi politica tra Germania e Cecoslovacchia. Contrariamente al suo collega britannico Chamberlain, Daladier considerò il successo della conferenza un semplice “rinvio” della guerra. Viceversa i risultati di Monaco furono accolti con grande soddisfazione sia dalla stampa sia dal Parlamento che ratificò l'accordo il 4 ottobre 1938 con 535 voti contro 75 (73 dei quali comunisti). Il 15 marzo dell'anno dopo, violando i patti, Hitler occuperà la Cecoslovacchia.
Sul fronte interno, intanto, Daladier, approfittando della rottura con i comunisti, aveva puntato a una restaurazione liberale. Il 13 novembre 1938 la legge delle 40 ore venne corretta in modo da consentire una settimana lavorativa di 48 ore.

Era tuttavia la politica estera a tenere vivo l'interesse della Francia. Dopo l'occupazione tedesca della Cecoslovacchia, il 18 marzo 1939, Francia e Gran Bretagna si schierarono a difesa di Polonia, Romania e Grecia, mentre Daladier otteneva dal Parlamento l'autorizzazione a prendere per decreto legge tutte le misure necessarie alla difesa del Paese.

### L'inizio della guerra
Avviate delle complicate trattative per un'alleanza con l'Unione Sovietica, quest'ultima, il 23 agosto 1939, preferiva un accordo con la Germania per la spartizione della Polonia. Il 1º settembre iniziava l'invasione tedesca della Polonia, due giorni dopo la Francia entrava in guerra con la Germania.
Il 13 settembre Daladier assunse anche la carica di Ministro degli Esteri benché la composizione politica del governo non mutò per il rifiuto dei socialisti di entrarvi. L'” Unione sacra” che si era formata durante la prima guerra mondiale non si realizzò, né Daladier riuscì a dare un preciso indirizzo alla compagine governativa; invogliato, in questo, dalla dottrina militare francese che era principalmente difensiva.
Durante questa fase attendista, chiamata la “strana guerra” o la “finta guerra”, la vita politica fu dominata da un'offensiva contro il Partito Comunista che fu sciolto il 26 settembre 1939 per prevenire eventuali azioni di elementi simpatizzanti dell'accordo russo-tedesco.

Nello stesso tempo alcune personalità politiche si dichiararono favorevoli a una pace di compromesso o, come Pierre Laval, ad un riavvicinamento all'Italia (alleata della Germania ma non ancora in guerra). La maggioranza del parlamento viceversa auspicava una guerra più attiva e Daladier diede le dimissioni, sostituito dall'esponente di centro-destra Paul Reynaud. Costui, il 28 marzo 1940, firmò con la Gran Bretagna un accordo che escludeva qualunque ipotesi di pace separata con la Germania e si impegnava nella spedizione di Narvik, in Norvegia, che si rivelerà una sconfitta proprio nei giorni del crollo dell'esercito francese in patria.

### L'invasione nazista

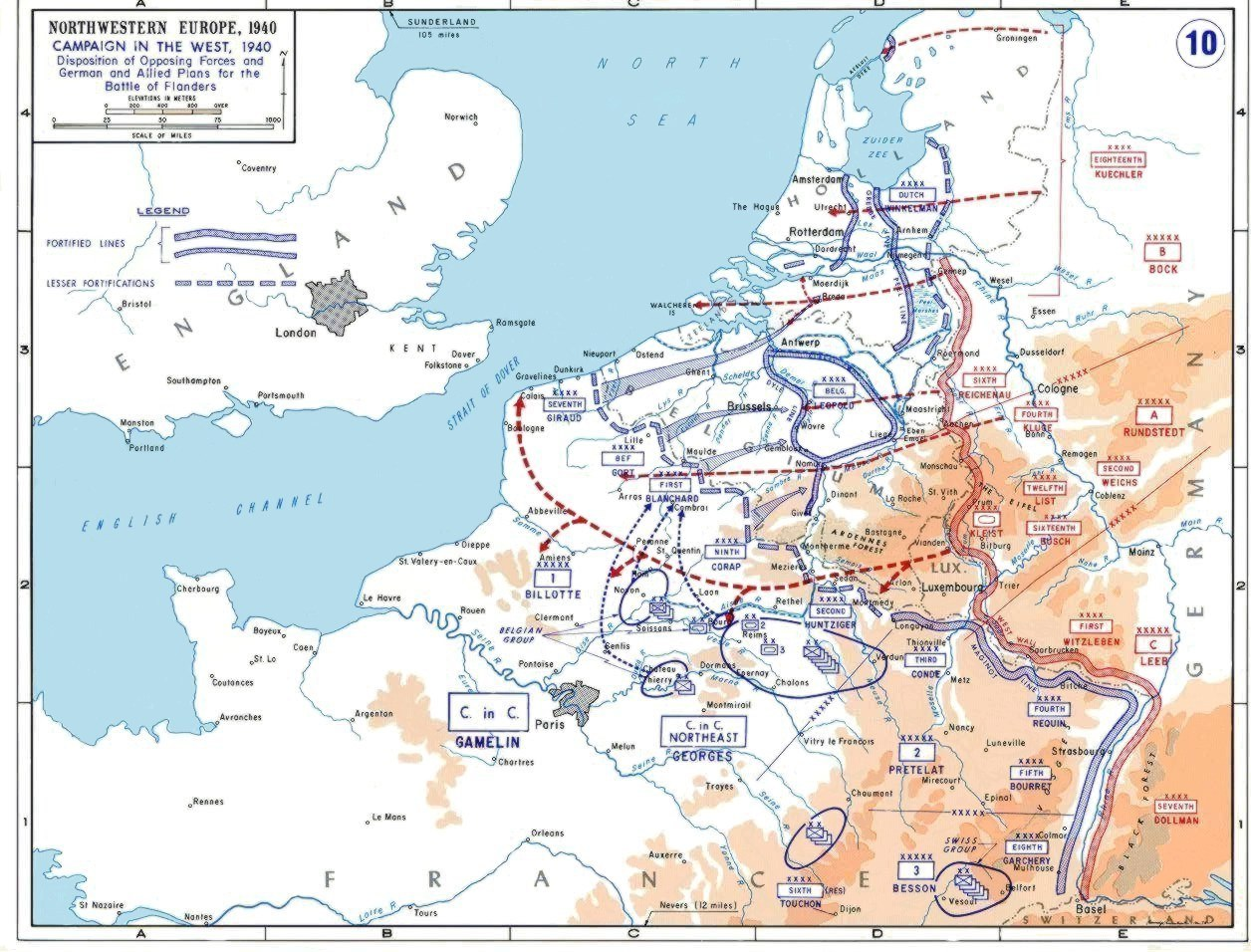
Le manovre dell'esercito anglo-francese (in azzurro) e di quello tedesco (linee tratteggiate rosse) durante la Campagna di Francia

All'alba del 10 maggio 1940 i tedeschi presero l'iniziativa e attaccarono il Belgio e i Paesi Bassi con una manovra di aggiramento della linea difensiva al confine francese analoga a quella del 1914. La Francia, per prevenire l'invasione del proprio territorio fece entrare l'esercito in Belgio dove, il 14 maggio, riuscì a fatica a contenere l'avanzata tedesca. Si trattava di una trappola. Attuando il cosiddetto piano Manstein, noto anche come piano Sichelschnitt (“Colpo di falce”), le forze corazzate tedesche stavano penetrando più a Sud nella foresta delle Ardenne, ritenuta invalicabile dai francesi, e il 15 maggio sfondavano sulla linea della Mosa. Con una manovra da est verso ovest simile a una mezzaluna, i tedeschi dalle Ardenne raggiunsero la Manica il 20 maggio dividendo in due l'esercito nemico. Il 28 l'accerchiamento delle armate anglo-francesi in Belgio era completo.
Il comandante in capo dell'esercito Maxime Weygand riuscì a formare con le forze rimanenti in Francia una linea difensiva che venne sfondata sulla Somme il 5 giugno e più a Est, sull'Aisne, il 9. Cinque giorni dopo, completamente sbandato ciò che rimaneva dell'esercito francese, i tedeschi conquistavano Parigi. il 10 giugno intanto anche l'Italia aveva dichiarato guerra alla Francia.

### La fine della Terza Repubblica

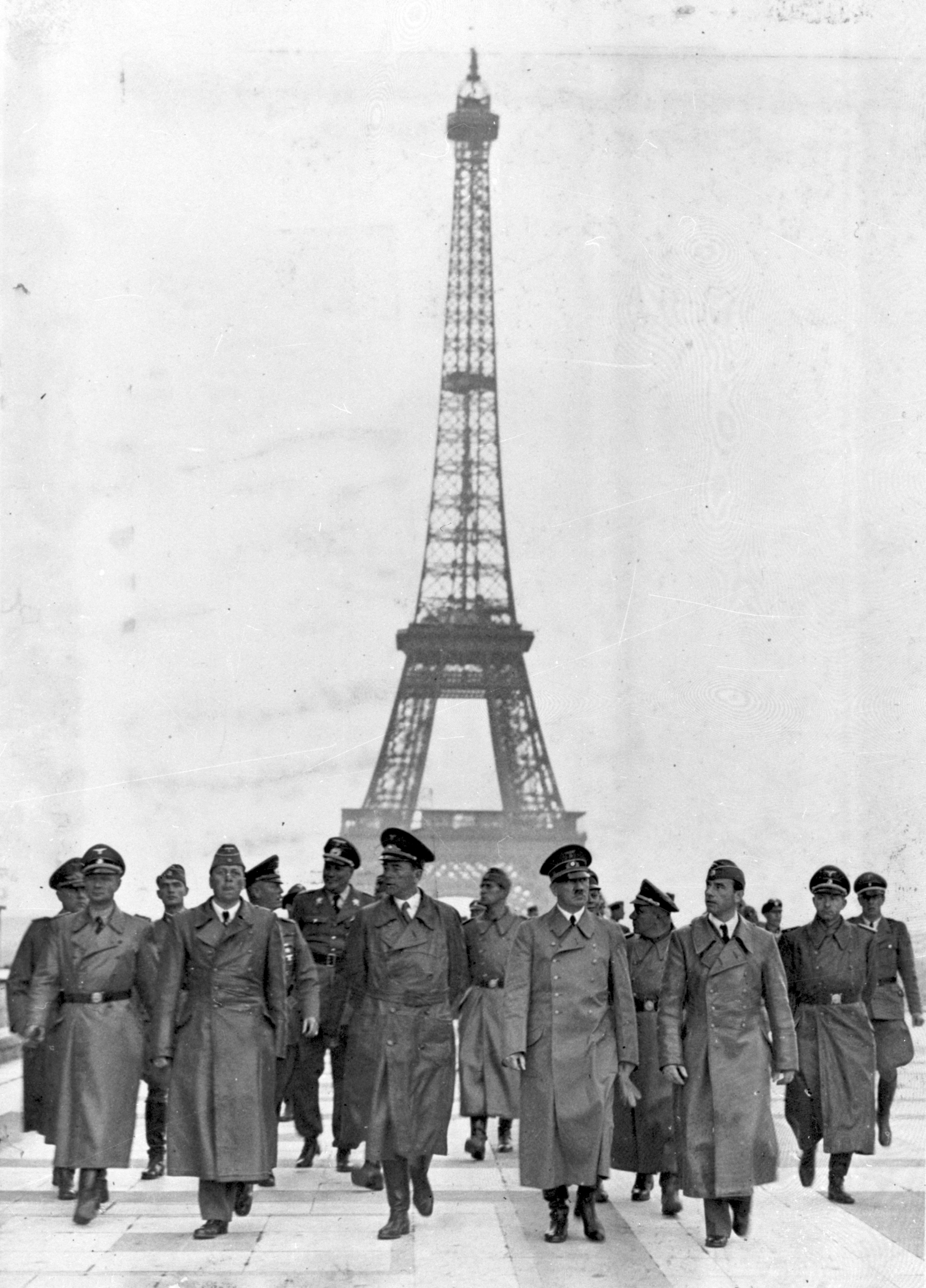
Hitler a Parigi. Con la sconfitta francese del 1940 terminò la storia della Terza Repubblica.

Le forze politiche francesi, indecise su come affrontare la catastrofe, optarono per la richiesta di un armistizio. Reynaud si dimise e il presidente Lebrun lo sostituì il 16 giugno 1940 con il maresciallo Pétain: il 22 fu firmata la resa. Il generale Charles de Gaulle non era riuscito a far valere la tesi del ripiegamento in Nord Africa benché sostenuto dal Primo Ministro britannico Churchill. Egli fu battuto da Pétain e Weygand che sostenevano di non poter abbandonare i francesi al nemico senza alcuna garanzia politica; ciò che, secondo loro, avrebbe potuto portare al caos e perfino alla “sovietizzazione” del Paese.

#### Il governo di Vichy

La zona nord-atlantica della Francia occupata dai tedeschi, e quella meridionale, governata da Vichy

L'armistizio disarmò la Francia che dovette smobilitare l'esercito e vedere il proprio territorio in parte occupato dalle truppe tedesche. 
Il trattato di resa divise la Francia in due parti: quella settentrionale, denominata Zone occupée, occupata dall'esercito tedesco, e quella meridionale, chiamata Zone libre, rimase amministrata dal neonato governo, insieme alle colonie africane.
Subito dopo seguì la rottura drammatica con la Gran Bretagna che, nel timore che la flotta francese del Mediterraneo si unisse a quella tedesca, il 3 luglio 1940 fece bombardare dalla Royal Navy le unità francesi a Mers-el-Kébir, in Algeria (Operazione Catapult). L'azione provocò l'affondamento di tre navi da battaglia e di altre unità minori oltre alla morte di 1300 francesi.
Pétain aveva intanto nominato vicepresidente del Consiglio Laval. Su proposta di quest'ultimo, con il governo trasferito nella città termale di Vichy, il 10 luglio, a camere unificate, circa 700 parlamentari su 932 (molti si erano resi irreperibili o erano stati dichiarati fuorilegge come comunisti) votarono un progetto di riforma costituzionale che avrebbe trasferito anche i poteri del capo dello Stato a Pétain. I parlamentari a favore furono 569, 20 si astennero e 80 votarono contro (fra cui Léon Blum). Più che alla paura, la maggioranza dei parlamentari cedette al timore di un annullamento dell'armistizio e ad un profondo senso di colpa per gli errori commessi. La Terza Repubblica era giunta al termine, nasceva il Governo di Vichy.

## Istituzioni
La Repubblica fu proclamata il 4 settembre 1870, ma si dovette aspettare fino al voto dell'Assemblea Nazionale del 30 gennaio 1875 a favore della proclamazione della Repubblica e il successivo 24 febbraio 1875 per avere una costituzione. Solo all'ora ci fu l'ufficializzazione di una nuova forma istituzionale rispetto al Secondo Impero. Il Parlamento o Assemblea Nazionale comprendeva due Camere che si riunivano congiuntamente una volta l'anno.
La Camera alta, il Senato, si componeva di 300 membri di almeno 40 anni d'età. I senatori rimanevano in carica per nove anni ed erano eletti dalle commissioni speciali dei dipartimenti e delle colonie. La Camera bassa, ovvero la Camera dei Deputati, era composta da 584 membri (1 deputato ogni 70.000 abitanti) eletti secondo gli arrondissement per quattro anni a suffragio diretto e universale. Nessuno poteva essere eletto membro del Parlamento se non aveva ottemperato agli obblighi del servizio militare attivo. Erano elettori tutti i cittadini maschi di almeno 21 anni di età e potevano essere eletti deputati tutti i cittadini maschi di almeno 25 anni di età. Il Presidente della repubblica veniva eletto dall'Assemblea Nazionale riunita a Camere congiunte a maggioranza assoluta e rimaneva in carica per sette anni.